# Liste ehemaliger Straßen und Plätze in Berlin-Mitte

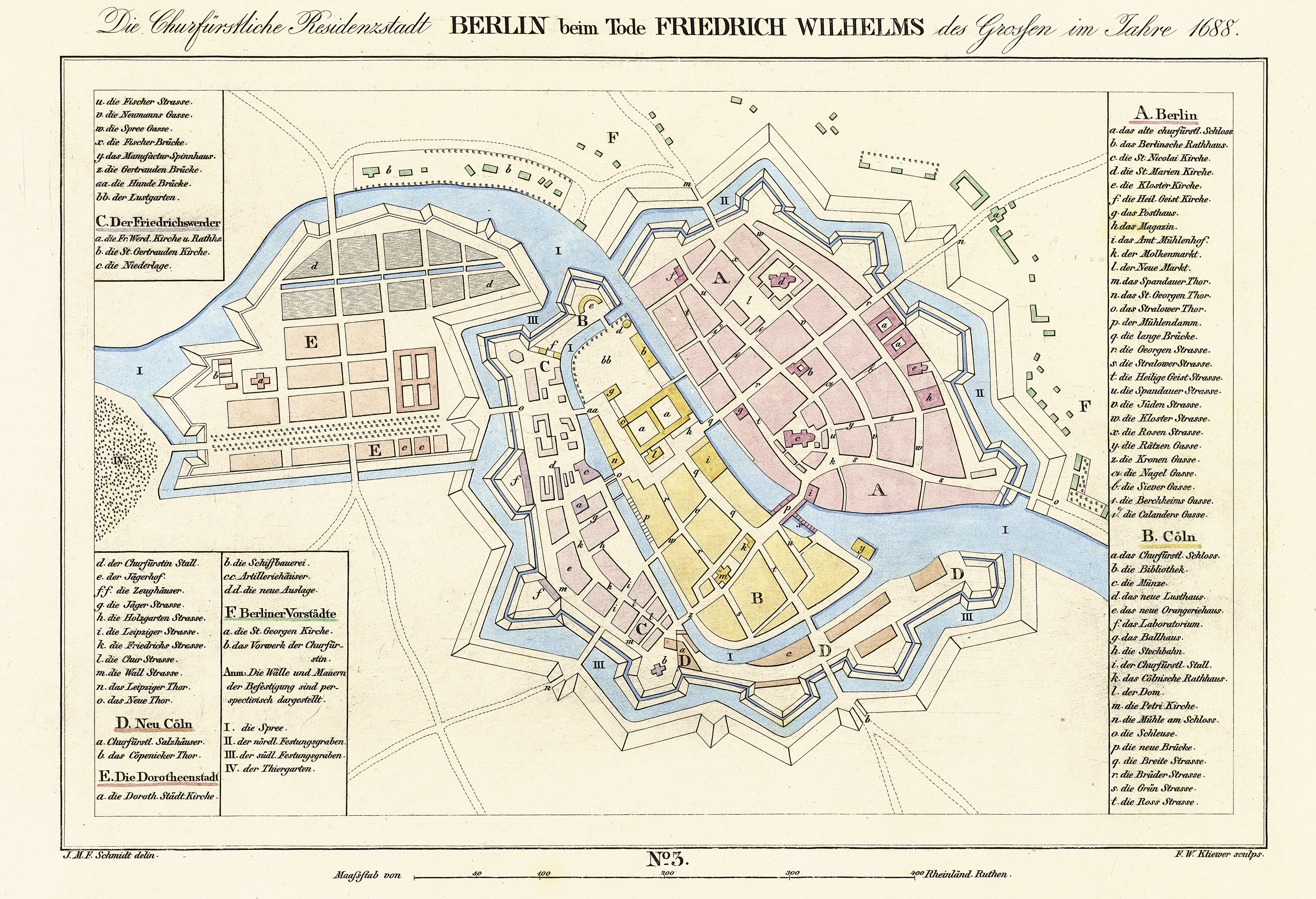
Stadtplan mit einer Rekonstruktion von Alt-Berlin entsprechend dem Stand von 1688 aus dem Historischen Atlas von Berlin, 1835

Die Liste ehemaliger Straßen und Plätze im Berliner Ortsteil Mitte nennt ehemalige Straßen und Plätze im Bezirk Mitte von Berlin bzw. in dessen Entstehungsbereich Alt-Berlin und Cölln. Sie ist eine Ergänzung zu dem Überblicksartikel Straßen und Plätze in Berlin, in dem alle Berliner Ortsteile dargestellt sind. Mit der Übersicht der aktuellen Straßen und Plätze in Mitte bildet sie eine unmittelbare Einheit.

## Historische Umstände von Straßenbenennungen
Wie in allen mittelalterlichen Orten und Städten üblich, gab es zunächst keine amtlichen Straßennamen. Die Einwohner der beiden Gründungsstädte Berlin und Cölln verwendeten zu ihrer Orientierung entweder den Namen eines bekannten Bewohners oder eine typische Eigenschaft des Verkehrsweges. Die ersten Erschließungswege entlang der Berliner Stadtmauern bis 1750 hießen prinzipiell Communication. Zur genaueren Lagebezeichnung wurde das jeweilige Stadttor hinzugefügt.
Auch die Benutzung von Hausnummern war anfangs nicht üblich, so mussten die Häuser nach Richtung und Besitzer oder Merkzeichen angegeben werden. Das las sich dann teilweise recht umständlich, wie folgendes Beispiel verdeutlicht: „Vor dem Hall. Th. am Wege n. d. Hasenh. im Seebohmschen Haus“.
Auf die Anlage von Straßen und andere stadtplanerische Angelegenheiten hatten weder die Anwohner noch der Magistrat Einfluss, da dies in der Zuständigkeit des Königlichen Polizeipräsidiums im Auftrag des Königs lag. Weil erst in der Mitte des 19. Jahrhunderts ein Gesetz die offizielle Vergabe von Straßennamen verfügte, gibt es manche Bezeichnungen schon vor dem amtlichen Datum. Und vor Einführung von Stadtteil-Nummern erfolgten Zuordnungen zu dem zuständigen Polizeirevier.
Da sich die Grenzen zwischen den seit 2001 festgelegten Ortsteilen und auch den seit 1920 gültigen Stadtbezirken mehrfach verschoben haben und die Lage mancher Straßen im Laufe der Jahrhunderte geändert worden ist, ist eine ganz exakte Zuordnung früherer Straßennamen zum Ortsteil Berlin-Mitte oder einer konkreten Straße nicht immer möglich.
→ siehe auch Abschnitt Nicht aufgenommene Namen von Straßen und Plätzen.

## Historische Quellen
Frühere Straßennamen finden sich insbesondere in Berliner Adressbüchern der Jahre 1799 bis 1943, die vielfach auch online verfügbar sind. Des Weiteren dienten Angaben des Luisenstädtischen Bildungsvereins, die Auswertung historischer Stadtkarten von Berlin und Bücher zur Stadtgeschichte Berlins als Quellen. Die 1822 veröffentlichte kurze Beschreibung von Berlin führt die 10 Distrikte – Berliner Viertel, Alt-Kölln, Luisenstadt, Friedrichswerder, Spandauer Vorstadt, Neustadt, Königs Vorstadt, Stralauer Vorstadt, Neu-Kölln und Friedrichsstadt – mit den ihnen zugehörigen Straßen auf.

## Liste ehemaliger Straßen und Plätze in Berlin-Mitte
| Name                                                                          | Namensherkunft | Datum der Benennung                                    | wann umbenannt                                                            | umbenannt in oder aufgehoben | Anmerkungen | Bild, falls vorhanden |
| ----------------------------------------------------------------------------- | --- | ------------------------------------------------------ | ------------------------------------------------------------------------- | --- | --- | --- |
| Adlerstraße                                                                   | „Diese Straße soll Ende des 17. Jh. angelegt worden sein und nach den Adlern benannt, die der Große Kurfürst in der nahen Jägerstraße unterhielt“.                                                                                | um 1690                                                | 11. Okt. 1935                                                             | aufgehoben überbaut mit dem Haus am Werderschen Markt | Im Jahr 1820 wurde sie wie folgt beschrieben: „Die Adlerstraße liegt im Friedrichswerder, zwischen der Holzgartenstraße und Raules-Hof, hat 15 Häuser, ist 125 Schritte lang und gehört zum 5ten Polizei-Reviere.“ Entsprechend dem „Straßenbild“ verlief sie in Hufeisenform. | |
| Alte Schützenstraße                                                           | Alt-Berliner Schützen- oder Exerzierplatz | 1723                                                   | 1973                                                                      | aufgehoben heute eine namenlose Querstraße der Keibelstraße, westliches Ende nur als Durchgang, östliches Ende überbaut | Diese Straße nördlich des Alexanderplatzes, südliche Begrenzung der Keibelstraße, verband die Prenzlauer Straße (heute Karl-Liebknecht-Straße) im Westen mit der Neuen Königstraße im Osten. Sie umfasste im Jahr 1901 insgesamt 15 Hausnummern. | |
| 2te Scheunengasse, Amalienstraße                                              | „Amalienhain“, der früher in dieser Gegend gestanden haben soll | 21. Sep. 1860                                          | 1900                                                                      | Rosa-Luxemburg-Straße (nördlicher Bereich, umtrassiert) | Nach der Anlage des Straßennetzes im Scheunenviertel um 1700 hieß der Weg zuerst Dritte Scheunengasse. Mit der totalen Umgestaltung des Gebietes wurden die Straßenführung und der Name geändert. Im Jahr 1910 kam die Amalienstraße in die bereits im Jahr 1907 entstandene Kaiser-Wilhelm-Straße hinzu. | |
| Am Alten Packhof                                                              | Alter Packhof: Warenlager, Zoll- und Steuerkontrollstelle | 1688                                                   | 1835                                                                      | Werderstraße | Im Jahr 1818 ist ein Haus (mit der Nummer 6) angegeben, das sich im Besitz zweier Mitglieder der Familie Conrad befand (Uhrmacher, Posamentiermeister). | Straße Am Packhof (zwischen dem Flachbau und den dahinter stehenden Wohnhäusern), 1810                                         |
| (Am) Königsgraben                                                             | Königstraße und ehemaliger Graben vor der Berliner Stadtmauer | im 18. Jhd.                                            | 1901                                                                      | aufgehoben | Der namensgebende Graben wurde ab den 1880er Jahren zugeschüttet und auf ihm die Stadtbahn verlegt. Reste der Straße haben sich noch bis in das 20. Jahrhundert erhalten. Im Jahr 1820 gab es hier 18 Hausnummern, im Jahr 1849 sind im Adressbuch 23 Hausnummern eingetragen. | |
| Am Mühlengraben                                                               | Wassergraben, der die Werderschen Mühlen in Alt-Berlin antrieb | im 18. Jhd.                                            | um 1949                                                                   | aufgehoben bzw. in benachbarte Straßen wie die Brüderstraße und An der Schleuse einbezogen | Die Straße mit nur 4 Hausnummern war eine Sackgasse, die von der Spreestraße (seit 1931 Sperlingsgasse) abging. Unter der Nummer 4 wurde eine Städtische (Spree-)Badeanstalt geführt. Der namensgebende Graben wurde Ende des 19. Jahrhunderts weitestgehend überbaut, auf den Gewölben entstand das Kaiser-Wilhelm-Nationaldenkmal. | (Am) Mühlengraben anno 1870 |
| An der Aufschwemme                                                            | durch Aufschwemmung entstandenes Land, auf dem gebaut werden konnte | im 18. Jhd.                                            |                                                                           | wahrscheinlich aufgehoben | Diese Straße bildete die direkte Fortsetzung der Cöpenickschen Straße in der Luisenstadt und war damit eine Querstraße der Neuen Jakobstraße. Zeitgleich gab es im Bereich Stralauer Viertel die „Stralauer Aufschwemme“. | |
| An der Fischerbrücke                                                          | |                                                        | 2. Apr. 1969                                                              | aufgehoben | Die Straße verlief zwischen Spree und Friedrichsgracht. | An der Fischerbrücke 1909 |
| An der Schleuse, Schleuse                                                     | „nach der durch Kurfürst Friedrich II. im 15. Jhd. angelegten Schleuse“, die spätere Mühlendammschleuse in der Spree | Mitte 17. Jhd.                                         | 1969                                                                      | aufgehoben heute ein namenloser Fußweg, der die Friedrichsgracht bis zum Schloßplatz verlängert | Die Straße verband die Schleusenbrücke entlang der Stechbahn mit der Sperlingsgasse nahe der Jungfernbrücke. Im Jahr 1820 gab es hier 14 bewohnte Häuser und eine Badeanstalt (Nummer 6, bei „Conrad“). Auf Stadtkarten soll der Verkehrsweg ebenso als Schleusenstraße eingetragen gewesen sein und Anwohner nannten ihn auch An der kleinen Jungfernbrücke. | |
| An der Stechbahn, oder einfach Stechbahn                                      | „Stechbahn“, Bezeichnung für einen Turnier-Reitplatz; hier mit Bezug auf das Berliner Stadtschloss | im 18. Jhd.                                            | 1951                                                                      | nach Beseitigung der Kriegstrümmer um den Schlossplatz aufgehoben | Sie verlief zwischen Schloßfreiheit und Brüderstraße. | im 19. Jahrhundert |
| Artilleriestraße                                                              | Artillerie-Kaserne, die am Kupfergraben gebaut worden war (seit den 1970er Jahren „Friedrich-Engels-Kaserne“) | 29. Okt. 1827                                          | 1951                                                                      | Tucholskystraße | Inoffiziell gab es diesen Straßennamen schon seit dem Ende des 18. Jahrhunderts. Die offizielle Namensvergabe erfolgte mit der Einweihung der Kaserne. Bei der Stadterweiterung durch die Friedrichstadt entstanden entlang dieser Straße neben zahlreichen Wohnmiethäusern einige Institutionen wie Teile der Charité oder um 1910 das Haupt-Telegrafenamt auf dem Gelände des Postfiskus. | |
| Baumgasse                                                                     | Baum, hier vorhanden gewesene Randbepflanzung | im 17. Jhd.                                            | 1825                                                                      | Elisabethstraße | Die Gasse wurde bei der erweiterten Bebauung der Fläche nordöstlich der Frankfurter Chaussee angelegt. Um 1820 gehörten 65 Häuser zu dieser Straße, sie war 700 Schritte lang und verlief von der Kurzen Straße über die Kleine Frankfurter Straße bis zur Weberstraße. Mit der Errichtung des „Hauses der Statistik“ im Jahr 1963 wurde die Straße vollständig beseitigt. | |
| Belingsgäßlein                                                                | Joachim Beling (16. Jhd.), Anwohner, Kommunalpolitiker | 1640                                                   | im 18. Jhd.                                                               | in die Parochialstraße einbezogen | Im Jahr 1588 nennt das „Chronicon Berolinense“ erstmals einen Joachim Beling als Mitglied des Senats der Stadt Berlin. Letztmals ist sein Name im Jahr 1598 als Ratsmitglied enthalten. | |
| Berliner oder Berlinischer Wursthof                                           | Schlachthof in Alt-Berlin | spätes Mittelalter                                     | 20. Feb. 1836                                                             | zunächst in Heiligegeistgasse umbenannt, dann aufgehoben | Entlang der Straße standen in den 1820er Jahren 64 Häuser und sie verlief zwischen Heiligegeiststraße und Burgstraße. Der namensgebende Schlachthof wurde abgerissen und die Straße beseitigt, um Platz für einen Erweiterungsbau der Börse zu schaffen. | |
| Bischofstraße oder Bischoffs-Straße                                           | Bischof, kirchlicher Würdenträger. „Nach dem anstoßenden, Klosterstr. 87 belegenen Gelände des Bischofs von Lebus“ | vor 1709                                               | 1969-                                                                     | aufgehoben | Sie verband die Spandauer Straße mit der Klosterstraße nahe der Marienkirche. Nach Überlieferungen soll der Straßenzug bereits von der Bevölkerung Priesterstraße oder Pfaffenstraße genannt worden sein. Die Straße wurde 1820 wie folgt beschrieben: „Sie liegt im Berliner Bezirk zwischen der Kloster und Spandauer Straße, hat 28 Häuser, ist 300 Schritte lang und gehört zum 5. Pol. Rev.“ Das Foto zeigt in der Mitte am unteren Bildrand die Einmündung des Hohen Steinwegs in die Bischofstraße mit den erhaltenen Häusern Nr. 25 (rechte, südöstliche Straßenseite), im Jahr 1965. | Blick vom Rathausturm in einige Reste der früheren Berliner Innenstadt                                                         |
| Blankenfeldestraße                                                            | Paul von Blankenfelde (1365–1443) oder Johann III. von Blankenfelde (1507–1579), Berliner Bürgermeister | 1891                                                   | 1963                                                                      | aufgehoben und überbaut | Die Straße zweigte gegenüber der Einmündung der Magazinstraße von der Schillingstraße in südöstlicher Richtung ab und endete an der Marsiliusstraße. | |
| Bollengasse                                                                   | Bolle, plattdeutsch (berlinisch) für Zwiebel | im 17. Jhd.                                            | 1862–                                                                     | In der Poststraße aufgegangen. | Die Straße führte vom Molkenmarkt zur Poststraße, besaß um 1820 zwölf Häuser in Hufeisennummerierung, war 70 Schritte lang und gehörte zum Ersten Polizeirevier. Auf einem Grundstück mit der Nummer 22 befand sich 1818 das Anwesen eines Gärtners, der womöglich Zwiebeln züchtete. Im Jahr 1867 findet sich der Vermerk „siehe Molkenstraße“. Das bedeutet, dass die Straße zunächst nach dem Molkenmarkt bezeichnet wurde. | |
| Börsenhaus, Im Börsenhaus                                                     | Börse Berlin, zweiter Bau 18. Jhd. | im 18. Jhd.                                            | nach 1849                                                                 | aufgehoben und mit der Neuanlage des Lustgartens und dem Bau des Berliner Doms überbaut | Das namensgebende (zweite) Börsengebäude wurde 1738 offiziell eingeweiht. Die Straße war im Jahr 1849 dem 5. Polizeirevier zugeordnet. | |
| Brauhausgasse, später Brauhausstraße                                          | Brauhaus | 1822                                                   | 1887                                                                      | aufgehoben, überbaut | Der Name wurde nach einer hier vorhanden gewesenen Brauerei festgelegt. Die Gasse verband die Spandauer Straße mit der Heiligengeiststraße, an ihr standen um 1850 elf Häuser. Im Jahr 1860 erhob die Verwaltung die Gasse in den Rang einer Straße. Die 11 Hausnummern wurden in Hufeisennummerierung vergeben. Haus Nummer 1 (und Spandauer Straße 13) befand sich im Eigentum der Marien- und Nikolaikirch-Gemeinde. | |
| Brauner Weg                                                                   | | 1933                                                   | 31. Juli 1947                                                             | Singerstraße | Der ehemalige Grüne Weg (vor 1748–1926) hieß zwischen 1926 und 1933 Paul-Singer-Straße. Er begann im Westen an der Ifflandstraße, endete im Osten am Küstriner Platz und ist daher nahezu identisch mit dem Verlauf der heutigen Singerstraße. | |
| Buchhändlerhof                                                                | Gebäude für Buchhändler | 1900                                                   | nach 1954                                                                 | um 1960 als Straße aufgehoben | Sie führte zwischen Wilhelmstraße und Mauerstraße in West-Ost-Richtung südlich des Postmuseums entlang. Im Jahr 1901 finden sich im Berliner Adressbuch drei zugeordnete Hausnummern und unter anderem folgende Nutzer: die Elektrizitätswerke (Nr. 1 und Nr. 3), die „Corporation der Berliner Buchhändler“ mit einer Bestellanstalt, drei Buchdruckereien, einer Buchbinderei und einem Schuhmacher (Nr. 2). Im Pharus-Plan des Jahres 1954 ist diese kurze Straße, genau zwischen Leipziger und Zimmerstraße gelegen, noch eingezeichnet. Sie lief direkt auf die Bethlehem-Kirche zu. | Elektrizitätswerk am ehemaligen Buchhändlerhof, 2010                                                                           |
| Bullenwinkel, auch Am Bullenwinkel                                            | Bullen, volkstümliche Sammelbezeichnung für Rinder, die zum Schlachten hier zusammengetrieben wurden | im 17. Jhd.                                            | 1886                                                                      | Taubenstraße | Unterschieden wurden im 17. Jahrhundert „Bullenwinkel an der Rosenstraße“, „Bullenwinkel bei der Spreegasse“ und „Bullenwinkel an der Stralauer Mauer“. Nur der zuerst genannte Weg lag auf dem heutigen Gebiet des Ortsteils Mitte. Er ging als Sackgasse von der Rosenstraße ab und besaß nur drei Hausnummern. | Fassadenschmuck mit der Inschrift „Am Bullenwinkel“ in der Taubenstraße                                                        |
| Bülowplatz                                                                    | Bernhard von Bülow (1849–1929), Reichskanzler | 1910                                                   | 26. Mai 1933                                                              | Rosa-Luxemburg-Platz | Nach dem Totalumbau des früheren Scheunenviertels um das Jahr 1907 entstand ein dreieckiger Platz, der den Namen Babelsberger Platz erhielt. Im Jahr 1910 wurde er noch zu Lebzeiten des Politikers – aber nach Beendigung seines hohen Amtes – umbenannt. Das Foto zeigt das gerade eröffnete „neue große Kino“ am Bülowplatz im Jahr 1929 (Kino Babylon). Während der NS-Zeit hieß er Horst-Wessel-Platz. | Am Bülowplatz, 1929 |
| Bülowstraße                                                                   | Johann Christian Bülow, († nach 1810), Ackerbürger, Grundbesitzer, Kommunalpolitiker | 4. Apr. 1857                                           | 31. Okt. 1864                                                             | Bartelstraße | Die frühe Umbenennung erfolgte, weil um 1863 als Teil des sogenannten „Generalszugs“ in Schöneberg eine weitere Bülowstraße angelegt wurde. | |
| Kleine Burgstraße                                                             | das spätere Schloss wurde im 17. Jahrhundert als Kurfürstliche Burg bezeichnet | im 17. Jhd.                                            | 2001                                                                      | Anna-Louisa-Karsch-Straße | Die ersten Namen lauteten Hinter der Heiligegeiststraße und Hinter dem Wursthofe. Ende des 17. Jh. erhielten sie neue Namen: Burgstraße und Kleine Burgstraße. Die Kleine Burgstraße führte von der Burgstraße zur Heiligegeiststraße. Die Burgstraße wurde im Lauf der Stadtentwicklung mal verlängert, mal verkürzt, sie verlief aber immer parallel zur Spree und hat ihren Namen behalten (siehe Burgstraße). | Kleine Burgstraße um 1875 |
| Clara-Zetkin-Straße                                                           | Clara Zetkin (1857–1933), Politikerin (KPD), Frauenrechtlerin | 1. März 1951                                           | 1. Nov. 1995                                                              | Dorotheenstraße | Der wieder vergebene Name bezeichnete den Verkehrsweg bereits vor 1951. Die Beseitigung des Namensbezugs zu Clara Zetkin war längere Zeit umstritten. Das Foto zeigt ein Fassadendetail des Baudenkmals Hotel Splendid aus dem Jahr 1984. | Detail des Hotels Splendid, Fot von 1984                                                                                       |
| Cöllnischer (auch Köllnischer) Wursthof                                       | Schlachthof in Alt-Cölln | im 16. Jhd.                                            | 1836                                                                      | aufgehoben | Der namensgebende Schlachthof wurde zum Ende des 18. Jahrhunderts abgerissen, der Straßenname blieb noch bis zur Beseitigung des Verkehrsweges in Gebrauch. | |
| Contrescarpe, auch An der Contrescarpe und An der Contrescarpe am Stelzenkrug | “Contre escarpe”, altfranzösisch, soll einen Grabenrand bei militärischen Befestigungen bezeichnen | um 1750                                                | ab 1770 bis zweite Hälfte 19. Jhd.                                        | Münzstraße, Alexanderstraße, Holzmarktstraße (Teile) | Die Straße(n) entstand(en) um 1750 beim Abbau des Festungswerks und bezog(en) sich auf deren Verlauf in einzelnen Abschnitten. Die unterschiedliche Namensgebung half bei der Orientierung der Einwohner. So soll es in einem Bereich ein Wirtshaus „Stelzenkrug“ gegeben haben, vor dem ganzjährig ein Viehmarkt stattfand. Eine andere Quelle (Nicolai, 1786) berichtet über eine hier vorhandene Zuckersiederei, eine Heeres-Proviantbäckerei und eine Kaserne für 600 Mann des Regiments Bornstädt. Diese Angaben werden durch die Nennung der Bewohner dieser Straße im Jahr 1818 gestützt: es gibt die Zuckersieder Mart. Fr. Beyer, Jac. Bettac und J. G. Diebert sowie den Victualienhändler J. Buder. Contrescarpe lag um 1850 im „Holzmarktstraßen-Bezirk“ und im „Magazin-Straßenbezirk“ und war verwaltungsmäßig dem Polizeirevier XXII im Stralauer Viertel zugeordnet. | |
| Dragonergasse, Dragonerstraße                                                 | Dragoner, mit Muskete ausgerüsteter Soldat, teilweise auch zu Pferde im 17. Jahrhundert. Hier bezogen auf die „Derfflinger Dragoner“, die im 17. Jhd. die Briefbeförderung in Berlin und dem Umland besorgten                     | 1683                                                   | 31. Mai 1951                                                              | Max-Beer-Straße | Um 1680 befanden sich in dieser Straße in Alt-Berlin die Derfflingerschen Dragoner in eigens für sie errichteten Häusern. Der Straßenverlauf wurde zu Beginn des 19. Jahrhunderts zwischen Linienstraße und Münzstraße angegeben. | Razzia in der Dragonerstraße im Jahr 1933                                                                                      |
| Dritte Reihe im Neuen Voigtland                                               | Lage im Neuen Voigtland, ab 1751 angelegte Kolonie nördlich vor den Toren Alt-Berlins | 1751                                                   | 18. Feb. 1801                                                             | Die vorherigen Zweite Reihe und Dritte Reihe im Neuen Voigtland wurden zusammengefasst zur Ackerstraße. | Das neue Wohngebiet entstand auf Weisung des preußischen Königs Friedrich II. unter dem Befehl des Generals von Hacke. Hier angesiedelt wurden 60 qualifizierte Handwerkerfamilien aus dem sächsischen Voigtland. | |
| Egon-Schultz-Straße                                                           | Egon Schultz (1943–1964), an der Mauer erschossener DDR-Grenzsoldat | 15. Juli 1966                                          | 1. Dez. 1991                                                              | Strelitzer Straße | Am 5. Oktober 1964 wurde Egon Schultz während seines Dienstes an der Berliner Mauer im Hausflur der Strelitzer Straße 55 durch einen eigenen Kameraden erschossen. Die DDR behauptete, Schultz wäre durch „Westberliner Agenten“ ermordet worden und veranlasste die Umbenennung des im Osten Berlins gelegenen Straßenabschnitts. Nach der Wende erhielt die Straße auf Senatsbeschluss ihren ursprünglichen Namen Strelitzer Straße zurück. | Gedenktafel am Haus Egon-Schultz-Str. 55, Gedenkveranstaltung 1971                                                             |
| Elisabethstraße                                                               | Königin Elisabeth von Preußen (1801–1873), Ehefrau Friedrich Wilhelms IV. | 1825                                                   | 1969                                                                      | aufgehoben und teilweise überbaut | Sie entstand durch Umbenennung der Baumgasse und verband die Weberstraße über die Waßmannstraße und die Kleine Frankfurter Straße mit der Kurzen Straße. Im Jahr 1901 wies sie 66 Hausnummern auf. Im Haus Nummer 2 befanden sich eine „Höhere Töchterschule“ und ein Kindergarten, Nummer 35/36 war die Adresse des Kirchhofs der Domgemeinde. Auch Gewerbe hatte sich hier angesiedelt, wie aus einer Geschäftsanzeige des Jahres 1850 hervorgeht: Damen-Schuh- und Herren-Stiefel-Fabrik im Haus Nummer 32. Die Fassade war offenbar wie anfangs üblich noch mit einem Erkennungsmerkmal ausgestattet, denn das Haus heißt Zur Victoria. | |
| Elsässer Straße                                                               | Elsass, Region in Frankreich, Name nimmt Bezug auf Angliederung an Deutschland 1871 | 26. Nov. 1873                                          | 10. Jan. 1951                                                             | Torstraße | Die Straße verlief zwischen Oranienburger Tor und Rosenthaler Platz und war zwischen 1951 und 1994 Teil der Wilhelm-Pieck-Straße. | |
| Erste Reihe im Neuen Voigtland                                                | Lage im Neuen Voigtland, ab 1751 angelegte Kolonie nördlich vor den Toren Alt-Berlins | 1751                                                   | 18. Feb. 1801                                                             | Strelitzer Straße (südlicher Abschnitt), ab 1885 aufgehoben und überbaut | Das neue Wohngebiet entstand auf Weisung des preußischen Königs Friedrich II. unter dem Befehl des Generals von Hacke. Hier wurden qualifizierte Handwerker aus dem Voigtland angesiedelt. | |
| Feldstraße                                                                    | Feld | im 18. Jhd.                                            | 29. Juni 1843                                                             | Alexandrinenstraße | Zuerst hieß der Weg Die Demmerung. Zu Beginn des 19. Jh. entsprach die Straße folgender Beschreibung: „in der Luisenstadt von der Communication (vom Hallischen nach dem Cottbusser Thore [1801]) bis zur Orangenstraße (seit den 1930er Jahren im Ortsteil Kreuzberg), hat 35 Häuser, ist 1100 Schritte lang und gehört zum 10ten Polizei-Reviere“. Ein kleinerer gleichzeitig neu benannter Abschnitt verblieb im heutigen Ortsteil Kreuzberg. | |
| Fischerstraße                                                                 | Vermutet wird, dass hier viele Fischer wohnten. |                                                        | 2. Apr. 1969                                                              | aufgehoben | Die Straße verlief zwischen Mühlendamm und Friedrichsgracht. | Fischerstraße 1952 |
| Flatow(s)gasse oder Flahtowsgasse                                             | Johann Friedrich Flatow (Flahto), Grundbesitzer und Kommerzienrat | vor 1820                                               | 12. Mai 1837                                                              | Ziegelstraße | Die Gasse ist ein Teilstück der heutigen Ziegelstraße und reichte bis zum Garten des Schlosses Monbijou. Sie wurde auf dem Grundstück des Eigentümers angelegt und nach ihm benannt. Beschrieben wurde die schmale Straße 1820 wie folgt: „in der Spandauer Vorstadt, von der Wassergasse bis Monbijou, hat 5 Häuser, ist 140 Schritt lang und gehört zum 14ten Polizei-Reviere“. | |
| Friedrich-Karl-Ufer                                                           | Prinz Friedrich Karl von Preußen (1828–1885), Generalfeldmarschall | 13. Mai 1871                                           | 31. Mai 1951                                                              | Kapelle-Ufer | Das Ufer verlief kreissegmentartig zwischen Unterbaumstraße, über die Alsenbrücke (Berlin-Moabit) bis zum Lehrter Bahnhof an Alt-Moabit. Der im Ortsteil Tiergarten liegende Bereich wurde 1932 in Washingtonplatz umbenannt. Das Bild aus dem Jahr 1912 zeigt den Innenraum des Lessingtheaters am Friedrich-Karl-Ufer 5. | Innenraum Lessingtheater, 1912                                                                                                 |
| Friedrich-Wilhelm-Straße                                                      | Friedrich Wilhelm III. (1770–1840), König von Preußen | um 1879                                                | um 1890                                                                   | aufgehoben | Die Straße ging als Privatstraße in Höhe der Friedrichstraße 68 ab, wie auf der Darstellung der „Milchkur-Anstalt“ zu sehen ist. Einen offiziellen Eintrag in das Berliner Adressbuch erhielt sie nicht. | Friedrich-Wilhelmstraße |
| Fritz-Heckert-Straße                                                          | Fritz Heckert (1884–1936), Politiker (KPD) | 31. Mai 1951                                           | 1. Dez. 1991                                                              | Engeldamm | Der erste Name der Straße lautete Engelufer. Nach der Wende erhielt der Verkehrsweg einen Namen, der sich an den historischen anlehnte. | |
| Frommelstraße                                                                 | Emil Frommel (1828–1896), Theologe, Pfarrer an der Garnisonkirche | 20. März 1929                                          | 1973                                                                      | aufgehoben | Die Straße hieß zuerst Hinter der Garnisonkirche. Sie verlief an der Nord- und Westseite der Garnisonkirche bis zur Spandauer Straße. Nach der Zerstörung bei einem alliierten Luftangriff im Zweiten Weltkrieg wurde die Ruine der Kirche auf dem Areal des heutigen Litfaß-Platzes 1962 abgetragen und das Straßensystem verändert. | |
| 1ste Scheunengasse, Füsilierstraße                                            | Füsilier, Soldat der in früheren Jahrhunderten mit Steinschlossgewehren ausgerüstet war | 20. Nov. 1861 (Umbenennung der Scheunengassen 1 bis 4) | 9. Aug. 1963                                                              | Rosa-Luxemburg-Straße (ein Teil) | Die Straße im Spandauer Viertel gelegen, verlief zwischen Linienstraße und Amalienstraße (spätere Hirtenstraße) einmal abgeknickt. Der gewählte Name orientierte sich an Umgebungsstraßen, die jeweils nach einer speziellen Ausrüstung der Soldaten benannt waren. Die Historiker des Luisenstädtischen Vereins nehmen an, dass Füsilierstraße sich auf die Richtung der Straße zur Kaserne des Kaiser-Alexander-Garderegiments bezieht. Gegen Ende des 19. Jahrhunderts hatte sich unter der Adresse Füsilierstraße 5 ein Asylverein für obdachlose Frauen angesiedelt. | Blick von der Füsilierstraße zur Linienstraße anno 1907                                                                        |
| Gollnows-Gasse, Gollnowstraße                                                 | Johann Gollnow, Maurermeister, Stadtverordneter und Besitzer des Landes, auf dem die Straße angelegt wurde | 31. Okt. 1836                                          | 9. Aug. 1963                                                              | aufgehoben, überbaut | Sie verband die Neue Königstraße mit dem Büschingplatz. Bereits zum Beginn des 18. Jahrhunderts trug der unbefestigte Verkehrsweg den Namen Gollnows Gasse (1799 im Adressbuch). Über ihn finden sich im Adressbuch des Jahres 1840 diese Angaben: „Liegt in der Königstadt zwischen Neue Königsstraße und Landsbergerstraße, hat 43 Häuser ist 575 Schritte lang und gehört zum 18.ten Pol.Revier“. Die Gasse bildete mit der Waßmanns-Gasse einen zusammenhängenden Straßenzug, der die Landsberger Straße querte. Im Foto sind die Wohnhäuser Gollnowstraße 12–15 zu sehen. | Wohnhäuser im Jahr 1890 |
| Grenadierstraße                                                               | Grenadier, Elite-Soldat der Infanterie | im 18. Jhd.                                            | 31. Mai 1951                                                              | Almstadtstraße | Die Namensgebung der Straße orientierte sich an weiteren benachbarten Verkehrswegen wie Dragoner- oder Artilleriestraße. Sie verlief im Spandauer Viertel zwischen Linienstraße und Münzstraße. Um 1820 standen 49 Häuser in der 525 Schritt langen Straße. Gegen Ende des 19. Jahrhunderts entwickelte sich die Straße zum bevorzugten Ankunftsort der „Ostjuden“ in Berlin, was sie 1923 als besonderes Hassobjekt der Antisemiten zum Ort eines Pogroms machte; siehe Jüdisches Leben in Berlin#Blütezeit und Pogrome 1900–1990. | Grenadierstraße 1920: ein Razzia findet statt.                                                                                 |
| Große Schmiedegasse                                                           | Schmiede, hier ansässige Handwerker | Mittelalter                                            | um 1850                                                                   | Nagelgasse | Nach der oben dargestellten Umbenennung ließ die Stadtverwaltung die Schmiedewerkstätten beseitigen und das heutige Rote Rathaus bauen. Die hinter dem Amtsgebäude verbliebene Straße hieß deshalb Rathausstraße, nach 1945 (wegen Verwendung des Namens Rathausstraße für die frühere Königstraße) umbenannt in Hinter dem Rathaus. Im Jahr 1991 erhielt sie den Namen Gustav-Böß-Straße. | |
| Grüner Weg                                                                    | | vor 1748                                               | 1926                                                                      | Singerstraße | Er begann im Westen an der Ifflandstraße, endete im Osten am Küstriner Platz und ist daher nahezu identisch mit dem Verlauf der heutigen Singerstraße. Zwischen 1926 und 1933 hieß er Paul-Singer-Straße und 1933–1947 Brauner Weg. | |
| Grünstraße                                                                    | |                                                        | 2. Apr. 1969                                                              | aufgehoben | Die Straße verlief zwischen Gertraudenstraße und Grünstraßenbrücke. | Grünstraßenbrücke und Grünstraße 1903                                                                                          |
| Hankestraße                                                                   | Wilhelm Hugo Hanke (1837–1897), Kommunalpolitiker und Bauunternehmer | 1. Juni 1910                                           | 3. Sep. 1969                                                              | Rosa-Luxemburg-Straße (nördlichster Abschnitt) | Die Hankestraße entstand bei der 1905 begonnenen Umgestaltung des ehemaligen Scheunenviertels. Zum Namensgeber findet sich im Jahr 1925 folgender Zusatz: „[Hugo Hanke]…, dessen Witwe der Stadt eine Hugo-und-Anna-Hanke-Stiftung im Werthe von über 5 Millionen Mark vermachte“. Die Hankestraße führte von der Lothringer Straße (seit 1992 Torstraße) zur Hirtenstraße. Auf der westlichen Seite stand zwischen zwei Lagerplätzen ein Gebäude der „Ortskrankenkasse für das Maurergewerbe“. | Ausstellung zur Sammlung von Altstoffen („Rumpelmännchen“) in der Hankestraße, 1955                                            |
| Hans-Beimler-Straße                                                           | Hans Beimler (1895–1936), Politiker (KPD), Spanienkämpfer | 1. Juli 1966                                           | 1. Nov. 1995                                                              | Otto-Braun-Straße | Zuvor hieß die Straße Neue Königstraße. In den 1970er Jahren wurde die Straße „autogerecht“ ausgebaut und die Trasse verschwenkt. Ein Abschnitt wurde Teil des Tunnels unter der Karl-Marx-Allee. Die abgetrennte ursprüngliche Trasse im Süden heißt seit 2011 Bernhard-Weiß-Straße. | Blick auf die Hans-Beimler-Straße, 1977                                                                                        |
| Heiligegeiststraße                                                            | Heilig-Geist-Spital | vor 1704                                               | 1972                                                                      | aufgehoben | Die Straße verlief ursprünglich zwischen Sankt-Wolfgang-Straße und Rathausstraße. Der Abschnitt zwischen Sankt-Wolfgang-Straße und Kaiser-Wilhelm-Straße (seit den 1950er Jahren Karl-Liebknecht-Straße) wurde 1938 durch den Bau eines Verwaltungsgebäudes aufgehoben. Der verbleibende Teil bis zur Rathausstraße bestand bis 1972. Auf diesem Areal wurde 1972 das Marx-Engels-Forum errichtet. | |
| Heringsdorfer Straße                                                          | Heringsdorf, Ostseeort | um 1908                                                | 1938                                                                      | Umbenannt in Am Stettiner Bahnhof | Die Straße verlief zwischen der Invaliden- und der Schwartzkopffstraße, direkt vor dem Gebäude des Stettiner Vorort-Bahnhofs. Sie war sehr kurz und an ihr standen keine weiteren Bauwerke. Im Jahr 1939 heißt es im Adressbuch zu Heringsdorfer Str. „s. Am Stettiner Bahnhof 1“. Im Folgejahr ist die neu bezeichnete Straße noch im Adressbuch ausgewiesen, jedoch erfolgte eine Zuordnung der Parzelle 1 zur Invalidenstraße (Nummer 28) sowie der Parzellen 3 und 5 zur Invalidenstraße 30. | Berlin-Mitte ehemalige Heringsdorfer Straße von der Schwartzkopffstraße abgehend                                               |
| Hermann-Göring-Straße                                                         | Hermann Göring (1893–1946), Politiker (NSDAP) | 28. Aug. 1933                                          | 31. Juli 1947                                                             | Ebertstraße | Zuerst hieß sie Kasernenstraße, ab 1831 erhielten einzelne Abschnitte des Verkehrswegs nacheinander die Namen Schulgartenstraße (bis 1867), Brandenburgische Kommunikation (1845–1867), Königgrätzer Straße (1867–1915), Sommerstraße (1859–1925), Budapester Straße (1915–1925) und Friedrich-Ebert-Straße (ab 1925). Die Hermann-Göring-Straße gehörte zum Bezirk Mitte (nach 1945: sowjetischer Sektor) und grenzte im Westen an den Bezirk Tiergarten (britischer Sektor). Nach dem Ende der Naziherrschaft wurde der Name nach Friedrich Ebert neu vergeben, aber in verkürzter Form. | |
| Hermann-Matern-Straße                                                         | Hermann Matern (1893–1971), Politiker (SED) | 7. Juni 1971                                           | 1. Dez. 1991                                                              | Luisenstraße | Seit 16. April 1827 trug die Straße den Namen L(o)uisenstraße, den sie nach Beschluss des Berliner Senats Ende 1991 zurückerhielt. Sie führt von Unter den Linden nordwärts bis zur Invalidenstraße und bildet damit die Fortsetzung der Wilhelmstraße. Hier befand sich im Langenbeck-Virchow-Haus bis zur Eröffnung des Palastes der Republik im Jahr 1976 der Sitz der Volkskammer. Den Namen des Vizepräsidenten der Volkskammer, Matern, erhielt die Straße drei Monate nach seinem Tod. | Feier zur Namensgebung der Hermann-Matern-Straße                                                                               |
| Heyses Gäßlein                                                                | Dominicus Heyse, Grundbesitzer (16. Jhd.) | im 16. Jhd.                                            | im 18. Jhd.                                                               | Neumannsgasse | Heyse war Besitzer des Hauses Breite Straße Nr. 9, neben dem dann der neue Weg abgeteilt wurde. Im Jahr 1801 ist in den „Anschaulichen Tabellen“ die spätere Neumannsgasse mit dem Verlauf zwischen Breite Straße und Brüderstraße eingetragen mit insgesamt 17 Hausnummern. An der Ecke Breite Straße stand das „Haus zum Armen“. | |
| Hindenburgplatz                                                               | Paul von Hindenburg (1847–1934), Reichspräsident | 2. Aug. 1934                                           | 9. Mai 1958                                                               | Platz des 18. März | Der Platz westlich des Brandenburger Tores, ab dem 18. Jahrhundert amtlich Platz vor dem Brandenburger Tor genannt, erhielt aus Anlass des Todes von Hindenburg seinen Namen. Der Platz wurde unter anderem mit einem Schmuckbrunnen gestaltet. 1958 bekam er seinen ursprünglichen Namen zurück. Nach dem Mauerfall suchte die Bezirksverwaltung Mitte nach einem neuen Namen, der erst im Jahr 2000 vergeben wurde. | Im Vordergrund Rest des Springbrunnens am Hindenburgplatz anno 1947                                                            |
| Hinter dem Neuen Packhof                                                      | Neuer Packhof, Bezeichnung eines Lagerplatzes, auf dem Waren gepackt, verzollt und versteuert wurden | 1820                                                   | 4. Dez. 1935                                                              | Bodestraße | Diese Straßenbezeichnung, auch in der Fortsetzung Neue Packhofstraße, entstand im 19. Jahrhundert mehrfach in Alt-Berlin und Cölln, nämlich dort, wo Lastensegler anlegten. Der hier beschriebene Verkehrsweg befand sich in der Nähe der Eisernen Brücke. Er umfasste drei Häuser und war „210 Schritte lang“, zusammen mit der Neuen Packhofstraße 325 Schritte und mit insgesamt sieben Häusern bebaut. Im selben Jahr wird an der Parzelle Nummer 1 die „Welpersche Bade-Anstalt“ ausgewiesen. | Die Karte zeigt am unteren rechten Rand den Verlauf der Straße „Hinter dem Packhof“. Daneben ist auch das „Badehaus“ zu sehen. |
| Hinter der Garnisonkirche                                                     | Garnisonkirche | 1703                                                   | 20. März 1929                                                             | Frommelstraße | Im Jahr 1820 heißt es im Adressbuch: „Sie liegt im Berliner Viertel neben der Neuen Friedrichstraße Nr. 46, hat 3 Häuser und ist 135 Schritte lang.“ Die namensgebende Kirche wurde im Zweiten Weltkrieg schwer zerstört und ihre Ruine 1962 abgetragen. | |
| Hoffmanns-Gäßlein                                                             | Hoffmann, vermutlich der Name eines hier ansässigen Hausbesitzers | beginnendes 16. Jhd.                                   | um 1580                                                                   | in die Parochialstraße einbezogen | Die kleine Straße verlief zwischen Jüden- und Klosterstraße. | |
| Hoher Steinweg                                                                | alte Bezeichnung für eine gepflasterte Straße | Mittelalter                                            | 1969                                                                      | aufgehoben | Die Straße verlief zwischen Königstraße und Bischofstraße am Neuen Markt. | |
| Holzgartenstraße                                                              | Holzgarten, Lagerplatz für Holz | im 17. Jhd.                                            | 1934                                                                      | aufgehoben überbaut mit dem Haus am Werderschen Markt | Hier befand sich ein für den König eingerichteter Holzlagerplatz. Die Straße verlief zwischen der Unterwasserstraße und der Adlerstraße. | |
| Horst-Wessel-Platz                                                            | Horst Wessel (1907–1930), Berliner SA-Sturmführer | 26. Mai 1933                                           | Juni 1945                                                                 | Rosa-Luxemburg-Platz | Der 1907 geschaffene Bülowplatz erhielt 1933 den Namen des NS-„Blutzeugen“ Horst Wessel, nach dem auch der Bezirk Friedrichshain benannt wurde. Nach Beendigung des Zweiten Weltkriegs erhielt der Platz zunächst den Namen Liebknechtplatz, ab 31. Juli 1947 offiziell Luxemburgplatz. Der Ostberliner Magistrat führte 1969 schließlich die Schreibweise mit dem vollen Namen ein. | Volksbühne am Horst-Wessel-Platz, um 1939                                                                                      |
| Horst-Wessel-Straße                                                           | Horst Wessel (1907–1930), Berliner SA-Sturmführer | 19. Feb. 1937                                          | Juni 1945                                                                 | 4te Scheunengasse, Weydingerstraße | Die 1862 geschaffene Weydingerstraße erhielt 1937 den Namen des NS-„Blutzeugen“ Horst Wessel, nach dem auch der Bezirk Friedrichshain benannt wurde. Nach Beendigung des Zweiten Weltkriegs erhielt die Straße ihren ursprünglichen Namen zurück. | |
| Hospitalstraße                                                                | Koppesches Armenhaus, ab 1793 Hospital | 1793                                                   | 1833                                                                      | Auguststraße | Als Zugang zu dem Gebäude, das der Berliner Stadthauptmann Christian Koppe zur Behandlung von kranken Menschen zum Beginn des 18. Jahrhunderts bauen ließ, entstand wohl auch die Straße. Die Erhebung des Armenhauses zu einem Hospital führte zu dieser Namensgebung. | |
| Idens-Gasse                                                                   | Iden, Besitzer des Hauses Molkenmarkt Nr. 6 | im 16. Jhd.                                            | im 17. Jhd.                                                               | Reezengasse | Im 17. Jhd. wurde der Stadtkämmerer David Reezen neuer Eigentümer des Hauses und die Gasse erhielt nunmehr dessen Namen. | 1811 Reezenstraße 1-16 (Parochialstraße 1-7,35-42A)                                                                            |
| Invalidenwachtthor                                                            | Invalidenhaus Berlin, Zufahrtsstraße | 1840                                                   | unbekannt                                                                 | In die heutige Scharnhorststraße einbezogen. | Diese Bezeichnung ist nur im Jahr 1840 im Adressbuch enthalten. | |
| Johannes-Dieckmann-Straße                                                     | Johannes Dieckmann (1893–1969), Präsident der Volkskammer der DDR | 14. Apr. 1971                                          | 1. Dez. 1991                                                              | Taubenstraße | | Namensgebung der Johannes-Dieckmmann-Str.                                                                                      |
| Jostystraße                                                                   | Johann Josty (1773–1826) und Daniel Josty (1777–1845), Konditoren und Brauereibesitzer | 24. Apr. 1890                                          | 1969                                                                      | aufgehoben | Die Straße verlief zwischen Neuer Königstraße und Prenzlauer Straße (Prenzlauer Tor) auf der Trasse der heutigen Mollstraße. Sie fiel im Zusammenhang mit den baulichen Veränderungen im Zentrum Ost-Berlins weg. | |
| Jouanengasse                                                                  | Jouane, Kaufmannsfamilie und ein Grundbesitzer in dieser Straße, der hier um 1750 ein Kaffeehaus betrieben haben soll | um 1740                                                | 1763                                                                      | Kommandantenstraße | Der Name der Straße nach einem französischen Eigentümer soll von den damaligen Berlinern in „Schwanengasse“ verballhornt worden sein. | |
| Kaiserhofstraße                                                               | Rückseitige Erschließungsstraße zum Hotel Kaiserhof | 25. Okt. 1875                                          | 1961                                                                      | aufgehoben, überbaut | Diese kurze West-Ost geführte Straße ging von der Wilhelmstraße ab und mündete in die Mauerstraße. Sie beherbergte (auch unter der Adresse Kaiserhofstraße 1) das entsprechende Hotel und im selben Gebäude die Nordstern-Unfall- und Alters-Versicherungsgesellschaft sowie den Verband der Deutschen Berufsgenossenschaften. In den Gebäuden 2 und 3 waren weitere Versicherungsgesellschaften wie die Preußische Rentenversicherungsanstalt oder die Nordstern Lebensversicherungs AG untergekommen. Die Fortsetzung des Verkehrsweges war die Kronenstraße. Als die Kriegstrümmer samt dem zerstörten Hotel beseitigt waren und das Viertel neu bebaut wurde, verschwand die Straße. | Die Kaiserhofstraße führte hinter dem hier gezeigten Hotel entlang. Ansicht um 1900                                            |
| Kaiserstraße                                                                  | Alexander I. (1777–1825), Zar (Kaiser) von Russland | 2. Nov. 1805                                           | 17. März 1948                                                             | Jacobystraße | Der in Berlin zu Gast weilende Zar (Kaiser) von Russland war mit seiner Kutsche durch diese Straße angereist, weswegen sie den Namen Kaiserstraße erhielt. Ein vorheriger Name ist nicht überliefert. | |
| Kaiser-Franz-Grenadier-Platz                                                  | das 1828–1830 erbaute Exerzierhaus des Kaiser-Franz-Grenadier-Regiments. | 24. März 1849                                          | 11. Apr. 1951                                                             | Heinrich-Heine-Platz | Dem Kaiser-Franz-Platz waren 14 Hausnummern zugeordnet. Er verlief U-förmig südwärts zwischen Michael-Kirch-Platz und Luisenufer. | Kaiser-Franz-Grenadier-Platz im Jahr 1900, hinter dem Engelbecken                                                              |
| Kaiser-Franz-Joseph-Platz                                                     | Franz Joseph I. (1830–1916), Kaiser von Österreich und König von Ungarn | 18. Aug. 1910                                          | 31. Juli 1947                                                             | Bebelplatz | Der Platz hieß lange zuvor Platz am Opernhause und wurde anlässlich des 80. Geburtstages des österreichischen Herrschers und in Anerkennung des geschlossenen Bündnisses mit dem Deutschen Reich umbenannt. Als die Preußische Staatshochbauverwaltung in der Nachbarschaft im Jahr 1926 die Staatsoper Unter den Linden umbaute, verschwanden die gestalteten Grünanlagen auf dem Platz. Er erhielt stattdessen ein geometrisches Plattenpflaster und konnte damit sowohl als Parkplatz als auch für Kundgebungen oder Aufmärsche benutzt werden. Nach dem Ende des Zweiten Weltkriegs wurden vor allem Namen von Monarchen aus dem Stadtbild getilgt. So erhielt der historische Platz seinen heutigen Namen; die Pflasterung, auf der 1933 die bekannte Bücherverbrennung stattfand, wurde beibehalten.                                                                           | Kaiser-Franz-Joseph-Platz, 1938                                                                                                |
| Kaiser-Wilhelm-Straße                                                         | Wilhelm I. (1797–1888), deutscher Kaiser | 1887                                                   | 31. Juli 1947                                                             | Liebknechtstraße, später Karl-Liebknecht-Straße | Die neue Prachtstraße entstand nach der Umgestaltung des Scheunenviertels samt seinem bisherigen Straßensystem unter Einbeziehung der Papenstraße, der Kleinen Burgstraße, der Grenadierstraße und weiterer Erschließungsgassen. Der Verkehrsweg führte mittels einer neuen Brücke (heutige Liebknechtbrücke) über die Spree und bildete am Schlossplatz den Anschluss an Unter den Linden. Bei den baulichen Veränderungen ab 1969 erfuhr der Straßenzug eine weitere Umverlegung. Das Bild zeigt eine Ansicht der Straße aus dem Jahr 1899 von der Kaiser-Wilhelm-Brücke im Vordergrund zur Marienkirche. | Blick entlang der Kaiser-Wilhelm-Straße 1899                                                                                   |
| Calanders Gasse, Kalands-Gasse                                                | Kalandshof, Sitz der Berliner Kalandsbrüder seit Anfang des 14. Jahrhunderts | im 14. Jhd.                                            | 1969                                                                      | aufgehoben | Die Straße verlief von der Klosterstraße zur Littenstraße. Durch Vergleich der Straßenführungen wird angenommen, dass 1822 ein Teil der Brauhausgasse zugeschlagen wurde. Die Gasse war die westliche Fortsetzung der Panoramastraße bei der Neuen Friedrichstraße. | |
| Kanonierstraße                                                                | Kanonier, Soldat zur Geschützbedienung | im 17. Jhd.                                            | 31. Mai 1951                                                              | Glinkastraße | Laut Darstellung im Adressbuch verlief sie zwischen der Kronenstraße (an der Dreifaltigkeitskirche) über die Jägerstraße und Französische Straße zur Behrenstraße und hatte 46 Häuser in Hufeisennummerierung. Im 16./17. Jahrhundert soll am südlichen Ende dieser Straße ein Wachhaus mit Kanone gestanden haben, an der die Soldaten ihren Dienst leisten mussten. Das Foto zeigt ein Versicherungsgebäude an der Ecke Mohrenstraße/Kanonierstraße im Jahr 1912. | Mohrenstraße Ecke Kanonierstraße                                                                                               |
| Kasernenstraße, auch Kasernenstraße am Brandenburger Thore                    | im Jahr 1767 eingeweihte Kaserne für das Regiment „Fürst von Nassau-Oranien“ (19. Infanterie-Regiment) | 1767                                                   | 31. Juli 1947                                                             | Ebertstraße | Die Straße wies im Jahr 1845 vier Häuser auf, in denen mittlere Angestellte und Militärs wohnten. Haus Nummer 5 ist das Garnison-Lazareth. | |
| Katzenstieg                                                                   | Katzengraben, an dem der Fußweg entlangführte; in früheren Jahrhunderten wurden Katzenjunge, wenn sie zu viele wurden, von den Bewohnern hier ertränkt.                                                                           | im 18. Jhd.                                            | im 18. Jhd.                                                               | Georgenstraße | Sie verlief von Am Kupfergraben, über die Stallgasse und Friedrichstraße zur Neustädtischen Kirchstraße, die Trassierung ist nicht verändert worden. | |
| Kesselstraße                                                                  | Gustav Friedrich von Kessel (1760–1827), Generalleutnant, 1819–1827 Kommandant des Invalidenhauses | 6. Apr. 1833                                           | 31. Mai 1951                                                              | Habersaathstraße | Die Straße verläuft von der Chausseestraße ostwärts direkt auf das Invalidenhaus zu. Das Haus Nummer 3/4 an der Ecke Chausseestraße beherbergte zum Beginn des 20. Jahrhunderts die 14. Gemeindeschule der Stadt Berlin. Das Bild zeigt die Offiziersvilla, nach Plänen von August Menken 1903–1905 im neugotischen Stil errichtet. Das Gebäude wurde im Zweiten Weltkrieg zerstört. | Chausseestraße Ecke Kesselstraße                                                                                               |
| 3te Scheunengasse, Koblankstraße, auch Koblanckstraße                         | Heinrich Emil Koblanck (1791–1864), Berliner Kommunalpolitiker (Stadtrat) | 27. Aug. 1861                                          | 10. Mai 1953                                                              | Zolastraße | Bei ihrer Anlage erschloss die Koblankstraße das Scheunenviertel – sie verlief von der Linienstraße zur Hirtenstraße und umfasste 18 Hausnummern. Als dieses Viertel im Jahr 1907 total umgestaltet wurde, entstand die Straße in dem neuen Wohnviertel um den heutigen Luxemburgplatz zwischen Lothringer Straße (seit 1992 Torstraße) und Hankestraße wieder und erhielt am 28. Juni 1907 ihren Namen zurück. Im Jahr 1935 verkürzten die Stadtplaner sie (wieder) bis zur Linienstraße. Nach dem Krieg erhielt sie einen neuen Namen. | |
| Köllnischer Fischmarkt                                                        | Handelsplatz für Fische im Stadtbereich Cölln | im 17. Jhd.                                            | 1969                                                                      | aufgehoben überbaut bei der Verbreiterung des Straßenzuges Gertraudenstraße – Mühlendamm | Dieser Marktplatz war der älteste Handelsplatz in Cölln und lag zuletzt an der Kreuzung Gertraudenstraße / Mühlendamm / Breite Straße / Roßstraße (letztere heute „Fischerinsel“). Nach Beseitigung aller Kriegstrümmer wurden die am Platz gelegenen Häuser nicht wieder errichtet. | Richtung West (1784): Richtung Ost (1886):                                                                                     |
| Köllnische Straße                                                             | |                                                        | 2. Apr. 1969                                                              | aufgehoben | Die Straße verlief zwischen Fischerstraße und An der Fischerbrücke. | Köllnische Straße 1900 |
| Kommandantenstraße, auch Commandantenstraße                                   | Kommandant, frühere Bezeichnung des Statthalters von Berlin | im 18. Jhd.                                            | 1763 nach Vergabe des Zusatzes „Alte“ noch bis 1840 benutzter Straßenname | An der Kommandantur, Neue Promenade | Die Kommandantenstraße gab es sowohl in der Luisenstadt (Ortsteil Kreuzberg) als auch im Spandauer Viertel. Die Namensgebung bezog sich auf die vom damaligen Stadtkommandanten, Generalleutnant von Hacke, veranlassten Straßenregulierungen bei der Beseitigung des früheren Stadtgrabens. Die Kreuzberger Kommandantenstraße ist als Straßenname erhalten geblieben. | |
| Königgrätzer Straße                                                           | Schlacht bei Königgrätz 1866 | 1867                                                   | 31. Juli 1947                                                             | ein Abschnitt wurde zur Ebertstraße | Der heutige Verkehrsweg in Süd-Nord-Führung entstand aus früheren Einzelstraßen: Schulgartenstraße (1831–1867), Potsdamer und Brandenburgische Kommunikation (1845–1867). Nach weiteren Umbenennungen wurden ab 1915 einzelne Abschnitte wieder ausgegliedert. Nur der nördliche Bereich zwischen Potsdamer Tor und Brandenburger Tor (frühere Hausnummern 1–12 und 130–141) gehört zum Ortsteil Mitte und erhielt den Namen Ebertstraße. | Palais Blücher Schwartz neben dem Brandenburger Tor an der Königgrätzer Straße, 1885                                           |
| Königsmauer, An der Königsmauer                                               | Mauer, von der Königstraße abgehend | im 18. Jhd.                                            | 1880                                                                      | wahrscheinlich in die Neue Friedrichstraße einbezogen | Im Jahr 1820 sind dieser Straße 52 Häuser, 1849 bereits 59 Hausnummern zugeordnet. Nach dem Stadtplan des Jahres 1875 verlief diese Straße sehr dicht südlich parallel zur Neuen Friedrichstraße, zwischen der Klosterstraße und der Königstraße im leichten Bogen. Sie gehörte laut Adressbuch des Jahres 1812 zum Kleinen Jüdenhof-Bezirk und mit diesem zum IV. Polizeirevier. | |
| Königstraße                                                                   | Einfahrtsweg des neuen Königs Friedrich I. nach seiner Krönung | 6. Mai 1701                                            | 31. Mai 1951                                                              | Rathausstraße | Vorherige Straßennamen lauteten Oderberger Straße nach der Richtung von Alt-Berlin aus, im 17. Jhd. Georgenstraße nach dem so benannten Georgentor in der Stadtmauer. Im Jahr 1701 erfolgte die Umbenennung dieser breiten Straße aus Anlass der Triumphfahrt des neu gekrönten Königs Friedrich I. auf diesem Verkehrsweg. Im Jahr 1850 inserierten die Gebrüder Freystadt im Adressbuch, die hier an der Ecke Burgstraße eine „Pariser Hut-Fabrik“ betrieben. | Ehemalige Königstraße (heutige Rathausstraße) mit dem alten Berliner Rathaus                                                   |
| Kösterdamm                                                                    | Helmut Köster (1909–1932), SA-Scharführer, der bei politischen Auseinandersetzungen ums Leben kam | 20. Mai 1937                                           | 31. Juli 1947                                                             | Legiendamm | Das Luisenufer zwischen Oranienplatz und Kaiser-Franz-Grenadier-Platz wurde nach Köster benannt. Nach dem Krieg erhielt der Straßenzug einen neuen Namen. | |
| Kronengasse, (Hoffmanns-Gäßlein, Mauermanns-Gasse, Belingsgäßlein)            | | Mitte 18. Jhd.                                         | 11. März 1862                                                             | aufgegangen in der Parochialstraße 9-34 | Kronengasse 1-26 | 1811 Kronengasse 1-16 (Parochialstraße 9-34)                                                                                   |
| Kurze Straße                                                                  | nach ihrer Länge | um 1800                                                | 9. Aug. 1963                                                              | | Von etwa 1690 bis um 1800 hieß sie Kurtze Gasse. Sie führte von der Landsberger Straße in Nord-Süd-Richtung (östlich der heutigen Kongreßhalle) zur Kaiserstraße und wurde beim Bau des westlichen Teils der Karl-Marx-Allee aufgehoben und überbaut. | |
| Landwehrstraße                                                                | Landwehr, Grenzanlagen für das Festungswerk Berlin, an denen bis 1750 gearbeitet worden war | 1826                                                   | um 1970                                                                   | Judengasse | Die Straße, im Jahr 1849 mit 44 Hausnummern im Adressbuch verzeichnet, markierte einen Verlauf an den historischen Befestigungsanlagen. Sie verband die Gollnowstraße mit der Kleinen Georgenkirchstraße über die Lietzmanngasse und umfasste im Jahr 1901 insgesamt 49 Hausnummern. | |
| Lappstraße, Neue Lappstraße                                                   | Lapper, mittelalterliche Bezeichnung für Handwerker, die mit gebrauchten Stoffen („Lappen“) arbeiteten | 14. Jhd.                                               | 1816                                                                      | aufgehoben | In dieser Straße hatten sich viele „Lapper“ niedergelassen (Flickschneider, Flickschuster). Im 15. Jahrhundert wurde die Straße bis zur Friedrichsgracht verlängert und der neue Abschnitt erhielt den Namen Neue Lappstraße. Im Jahr 1812 gehörte die Lappstraße in den Bereich des Köllnischen Polizeireviers Nr. Vb und umfasste 38 Häuser. Die hier angegebenen Bewohner waren zwar in der Mehrheit Handwerker, aber nur vier Gewerke bezogen sich noch auf die Namensgebung: Pantoffelmacher, Raschmacher, Strumpfwirker und Schuhmacher. | |
| Laufgasse                                                                     | Laufen | im 17. Jhd.                                            | 13. Mai 1867                                                              | Gormannstraße | Der Weg zwischen der Linienstraße und dem Rosentaler Tor verlief geradlinig. Sie wies im Jahr 1849 insgesamt 31 Hausnummern auf. | |
| Lazareth am Potsdammer Thore                                                  | Lazarett für die in der Nähe stationierten Infanteristen | im 18. Jhd.                                            | um 1867                                                                   | einbezogen in die Königgrätzer Straße | Dies war in den 1820er Jahren eine gültige Adresse in Alt-Berlin. Da hatten sich offenbar auch etliche Handwerker einquartiert, darunter ein Gärtner (Hausnummer 43). Den übrigen Bewohnern war keine Hausnummer zugeteilt. Ein Stadtplan des Jahres 1893 zeigt in Höhe der Voßstraße nordwestlich des Potsdamer Platzes ein rotes Kreuz, was üblicherweise den Standort eines Krankenhauses markierte. Ob es das Lazarett ist, müsste noch geklärt werden. Doch dem Komplex zugeordnet ist nun die Königgrätzer Straße. | |
| Lehmgasse                                                                     | Lehm, soll der überwiegende Straßenbelag gewesen sein | im 17. Jhd.                                            | 13. Mai 1816                                                              | später umbenannt; der Abschnitt in Mitte aufgehoben | Die Lehmgasse lag im damaligen Stralauer Viertel im „Holzmarktstraßenbezirk“ und hatte 48 Hausnummern (1–26 und 59–83). Einige Parzellen dieser Straße (Nummern 25, 26, 59–70) befanden sich im Eigentum der Gärtnerfamilie Bouché. Sie verlief von der heutigen Alexanderstraße in Mitte bis zur Andreasstraße im heutigen Ortsteil Friedrichshain. Eine Straßenverlängerung entstand durch einen beim Bau neuer Wohnhäuser gebildeten Winkel. Dieser und die Lehmgasse wurden am 18. August 1816 nach dem hier gelegenen „Blumengarten“ des David Bouché in Blumenstraße umbenannt. | |
| Leitergasse                                                                   | Leiter (Gerät), Steiggerät | im 14. Jhd.                                            | 1685                                                                      | aufgehoben und ab zweites Drittel 17. Jhd. überbaut | In dieser kleinen Gasse nahe der Marienkirche lagerten die Bürger im mittelalterlichen Berlin, das im Wesentlichen aus Holz-Wohnhäusern und Strohscheunen bestand, die damaligen Feuerlöschgeräte wie Leitern (die häufig griffbereit an den Außenwänden hingen), Feuerpatschen, Ledereimer, Hacken und wassergefüllte Fässer. Damit waren die Hilfsmittel schnell zur Hand, um entstehende Brände möglichst rasch zu löschen. (Auch andere Städte in deutschen Ländern hatten in dieser Zeit Leitergassen angelegt und diese so bezeichnet.) Im Jahr 1677 verkaufte der Rat der Stadt drei Viertel der Leitergasse an den Mühlenhofschreiber Andreas Wilke. Der Name der Gasse findet sich noch bis 1685 in Stadtplänen, danach ist weder ihre Trasse noch die frühere Bebauung erhalten.                                                                                           | |
| Letzte Gasse, Letzte Straße                                                   | Zeitpunkt der Fertigstellung des inneren Straßennetzes | 1680                                                   | 25. Apr. 1822                                                             | Dorotheenstraße | Die Letzte Gasse, mit einer Länge von „900 Schritt“, setzte an der Friedrichstraße, zwischen den Parzellen 92 und 94, an. Sie verlief zwischen dem Bauhof und der Schlachtgasse und war um 1820 mit 64 Häusern bebaut. | |
| Lietzmann(s)gasse, Lietzmannstraße                                            | Johann Joachim Lietzmann (1672–1712), Bürgermeister von Berlin | 4. Dez. 1712                                           | 1849                                                                      | Gerlachstraße | Ihre Lage, Bebauung und Länge wurden 1820 so beschrieben: „Sie liegt im Königsviertel zwischen der Neuen Königstraße und der Judengasse, hat 14 Häuser und ist 215 Schritt lang.“ Sie gehörte zu den Polizeirevieren Nr. 18 und Nr. 19. Im Jahr 1901 verband sie die Neue Königstraße mit der Landsbergerstraße und umfasste 28 Hausnummern in Hufeisennummerierung. | |
| Lothringer Straße                                                             | Lothringen, Region in Frankreich, Benennung anlässlich der Angliederung an Deutschland 1871 | 26. Nov. 1873                                          | 3. Jan. 1951                                                              | Torstraße | Die Straße verlief zwischen Rosenthaler Platz und Prenzlauer Allee und war zwischen 1951 und 1994 Teil der Wilhelm-Pieck-Straße. | |
| Luisenplatz                                                                   | Königin Luise von Preußen (1776–1810), Ehefrau Friedrich Wilhelms III. | 1838                                                   | 11. März 1932                                                             | Robert-Koch-Platz | Im Jahr 1840 erfuhr der Platz durch die Umsetzung von Schinkelschen Entwürfen durch Peter Joseph Lenné eine Gestaltung als Schmuckplatz mit viel Grün. Bei den revolutionären Auseinandersetzungen des Jahres 1848 wurde er verwüstet, danach jedoch bis 1854 noch einmal von Lenné gestaltet. Gegen Ende des 19. Jahrhunderts hatte Hermann Mächtig eine nochmalige Neugestaltung veranlasst unter Einbeziehung des Platzes vor dem neuen Tor. Bereits im Jahr 1916 wurde auf dem Platz ein Denkmal für Robert Koch aufgestellt, das an dessen Wirken in der nahe gelegenen Charité erinnerte. | |
| Marienkirchhof                                                                | Marienkirche | im 18. Jhd.                                            | 1969                                                                      | in die Karl-Liebknecht-Straße und die Grünanlage um den Berliner Fernsehturm einbezogen | Die Straße, nach dem Zugang zum Friedhof um die historische Pfarrkirche benannt, wies im beginnenden 19. Jahrhundert 22 Wohnhäuser auf und ihre Länge wurde mit „125 Schritt“ angegeben. Sie begann hinter dem Neuen Markt, führte an der Papenstraße vorbei direkt auf die namensgebende Kirche zu. | |
| Marsiliusstraße                                                               | Marsilius de Berlin, Kommunalpolitiker, erster Schulze in Alt-Berlin (um 1247) | 17. März 1891                                          | 9. Aug. 1963                                                              | durch neue Straßenführungen bei der Neubebauung entfallen | Sie wurde nach dem Bebauungsplan zum Beginn des 19. Jahrhunderts als Straße A, Abt. IVX durch die „Aktiengesellschaft für Grund- und Bodenbesitz Verkehr“ angelegt und nachfolgend bebaut. Gemäß dem „Straßenbild“ im Jahr 1901 verlief sie zwischen der Großen Frankfurter Straße (seit 1961 Karl-Marx-Allee) und der Blumenstraße, von ihr ging außerdem die Blankenfeldestraße ab. Die Marsiliusstraße umfasste 25 Hausnummern in Hufeisennummerierung. | |
| Marx-Engels-Forum                                                             | Karl Marx (1818–1883), Friedrich Engels (1820–1895), Philosophen und Gesellschaftstheoretiker | 16. Feb. 1983                                          | 1. Dez. 1991                                                              | Rathausstraße | 1983 wurde der Teil der Rathausstraße zwischen Spandauer Straße und Spree in Marx-Engels-Forum umbenannt. 1991 erfolgte die Rückbenennung. | |
| Marx-Engels-Platz                                                             | Karl Marx (1818–1883), Friedrich Engels (1820–1895), Philosophen und Gesellschaftstheoretiker | 13. Apr. 1951                                          | 15. Nov. 1994                                                             | Schloßplatz | Nachdem im Jahr 1950 die Ruine des Schlosses gesprengt und die Reste mit der Trümmerbahn abgefahren worden waren, ließ die DDR-Regierung an der Ostseite des Platzes eine Tribüne errichten, an der zwischen 1951 und 1973 an Staatsfeiertagen Demonstrationszüge und Paraden vorüberzogen. Gleichzeitig erfolgte die Umbenennung des Platzes. Von 1976 bis zu seinem Abriss 2006–2008 stand hier der Palast der Republik. Das Bild zeigt eine im Jahr 1951 von Sportlern gestaltete Demonstration. | Sportlerparade vor der neuen Tribüne am Marx-Engels-Platz 1951                                                                 |
| Mauermanns-Gasse                                                              | Jacob Mauermann, auch Jacob Muermann | um 1580                                                | 1640                                                                      | in die Parochialstraße einbezogen | Nach Recherchen des Luisenstädtischen Bildungsvereins soll Muermann der erste Anwohner in dieser Gasse gewesen sein. Im Jahr 1445 wird Jacob Mauermann als „Rathmann“ in Berlin genannt. Aus einem späteren Dokument („Chronicon Berolinense“) geht hervor, dass Jacob Mauermann 1557 „keinen Ratsstuhl mehr innehaben würde“. | |
| Mudrichsgasse                                                                 | vermutlich nach einer Gärtnersfamilie Mudrich | Ende 17. Jhd.                                          | 2. Dez. 1823                                                              | Wadzeckstraße | Die Gasse verlief zwischen Prenzlauer Straße und Bernauer Straße, wobei die Schießgasse gekreuzt wurde. | |
| Nagelgasse                                                                    | Nagelschmiede, die hier ansässig waren | im 17. Jhd.                                            | 1869                                                                      | Gustav-Böß-Straße | Sie ist aus der Schmiedegasse hervorgegangen. Nach Fertigstellung des neuen Rathauses erhielt der auf der Rückseite des Gebäudekomplexes verlaufende Verkehrsweg die Bezeichnung Rathausstraße. Mit der Namensänderung der Königstraße in Rathausstraße wurde daraus Hinter dem Rathaus und 1991 schließlich die Gustav-Böß-Straße. | |
| Neanderstraße                                                                 | Johann George Christian Neander (1784–1854), Fabrikant, die Straße wurde durch sein Grundstück angelegt | 7. Juni 1843                                           | 22. Juli 1960                                                             | Heinrich-Heine-Straße | | |
| Neu Cölln am Wasser                                                           | Cölln, eine der Ursprungsstädte Berlins | im 18. Jhd.                                            | 1931                                                                      | Märkisches Ufer (der östliche Abschnitt) | Der Name der ersten hier entstandenen Straße ging später als Kiezbezeichnung Neukölln am Wasser in die Stadtgeschichte ein. Sie führte unmittelbar am Südufer des westlichen Spreearms entlang, vom Märkischen Platz zur Roßstraße/Neuen Roßstraße über die Inselstraße hinweg. | |
| Neue Friedrichstraße                                                          | König Friedrich II. von Preußen (1712–1786) | 1778                                                   | 10. Mai 1951                                                              | Littenstraße; ein Teil wurde aufgehoben | Wichtige, nicht mehr vorhandene Gebäude in dieser Straße waren die Garnisonkirche, die Zentralmarkthalle und das Kadettenhaus. | |
| Neue Königstraße                                                              | Heimkehr König Friedrich Wilhelms III. aus Königsberg (Preußen) nach dem Abzug der französischen Besatzer aus Berlin. | 10. Apr. 1810                                          | 1. Juli 1966                                                              | Hans-Beimler-Straße. Die abgetrennte ursprüngliche Trasse im Süden heißt seit 2011 Bernhard-Weiß-Straße. | Die ersten Namen lauteten Rennweg (auch Rönnweg) (16.–17. Jhd.) und Bernauer Straße. Hier befand sich unter anderem im Jahr 1850 die „Brückenwagen-Fabrik und Maschinenbauanstalt“ von A. C. Hermann (Haus Nummer 33) und ab 1951 das Präsidium der Berliner Volkspolizei. | |
| Neuer Markt                                                                   | „führt den Namen zum Unterschied von dem alten Markt Molkenmarkt“ | um 1313                                                | 1970                                                                      | aufgehoben bei der Neugestaltung der Umgebung der Marienkirche („vom modernen Verkehr charakterlos geöffnet“) | Der regelmäßige viereckige Platz verlief östlich der Marienkirche und wurde von Bischofstraße, Spandauer Straße, Papenstraße und Rosenstraße begrenzt, kreuzte dabei selbst die Straße Marienkirchhof. Im Jahr 1901 wies der Markt 10 Hausnummern auf (1–3, 8–15), am Komplex 8–12 befand sich das Hotel „Altstädter Hof“. Mit der Aufhebung der Handelsfunktion durch den Bau geschlossener Markthallen Ende des 19. Jh. kam auf die Fläche das Luther-Denkmal und wurde so zu einem Stadtplatz. | Neuer Markt anno 1785 |
| Neue Wilhelmstraße                                                            | Friedrich Wilhelm I. (1688–1740), König in Preußen | 30. Sep. 1822                                          | 25. Sep. 1964                                                             | Otto-Grotewohl-Straße | Die Straße verlief zwischen Unter den Linden und der Marschallbrücke. Sie wurde 1822 als Verlängerung der Wilhelmstraße in nördlicher Richtung durchgebrochen. An der Straße Unter den Linden führte sie durch die Kolonnaden des Hauses Nr. 76. Bei der Umbenennung der Wilhelmstraße in Otto-Grotewohl-Straße im Jahr 1964 wurde die Neue Wilhelmstraße in die neu benannte Straße einbezogen. Nach der Rückbenennung der Otto-Grotewohl-Straße im Jahr 1993 blieb die Neue Wilhelmstraße Bestandteil der Wilhelmstraße. | |
| Otto-Grotewohl-Straße                                                         | Otto Grotewohl (1894–1964), Politiker (SED), DDR-Ministerpräsident | 25. Sep. 1964                                          | 1. Okt. 1993                                                              | Wilhelmstraße | Die frühere Wilhelmstraße (südlich von Unter den Linden verlaufend) erhielt 1964 kurz nach dem Tod von Otto Grotewohl seinen Namen. Auf Beschluss des Senats von Berlin wurde sie im Jahr 1993 zurückbenannt. | DDR-Ministerium für Volksbildung an der Ecke Unter den Linden / Otto-Grotewohl-Straße 1969                                     |
| Otto-Nuschke-Straße                                                           | Otto Nuschke (1883–1957), Politiker (CDU) | 2. Juli 1958                                           | 1. Dez. 1991                                                              | Jägerstraße | In dieser Straße befanden sich zu DDR-Zeiten das „DEFA-Studio für Dokumentarfilme“, die Leitung und mehrere Institute der Akademie der Wissenschaften der DDR, der Hauptvorstand der DDR-CDU sowie der Club der Kulturschaffenden Johannes R. Becher (siehe Bild). Das markante Gebäude wurde nach umfassender Sanierung ab 1999 Sitz der Vertretung der Freien und Hansestadt Hamburg beim Bund. Nach der Wende erhielt die Straße ihren historischen Namen zurück. | Anno 1986 |
| Paddengasse                                                                   | Padden (plattdeutsch), Kröten oder Frösche, die hier wohl häufig zu beobachten waren | Mittelalter                                            | 3. Mai 1862                                                               | überbaut | Sie wies 1820 15 Wohnhäuser auf, ihre Länge wurde mit 100 Schritt angegeben. Bewohnt wurde die Paddengasse, die die Stralauer Gasse mit dem Spreeufer verband, überwiegend von Handwerkern und Händlern. Der Name ist mit der Restaurantbezeichnung Zum Paddenwirt erhalten geblieben. | |
| Pankowsgasse                                                                  | möglicherweise nach A. Pankow, Besitzerin einer Restauration | im 18. Jhd.                                            | nach 1822                                                                 | aufgehoben | „Sie liegt im Berliner Viertel, zwischen der Spandauer und Heiligen Geiststraße, hat 13 Häuser, ist 140 Schritt lang und gehört zum 1sten Polizei-Revier“ – so wurde die Gasse 1820 beschrieben. In dieser Zeit wurden Teile von einer Gasse zu einer Straße, wie einem Adressverzeichnis aus dem Jahr 1820 entnommen werden kann: es gibt hier die Pankowstraße 1. | |
| Papenstraße                                                                   | „Papa“, historische Anrede höherer kirchlicher Würdenträger wie Bischöfe bis hin zum Papst | im 16. Jhd.                                            | 1887                                                                      | in die neu trassierte Karl-Liebknecht-Straße einbezogen | Der ursprüngliche Verlauf der Papenstraße war zwischen Klosterstraße und Spandauer Straße. An der Ecke Rosenstraße befand sich der Aufenthaltsort der Bischöfe von Havelberg. Zwischen 1887 und 1947 trug die Straße den Namen Kaiser-Wilhelm-Straße. | |
| Passage, auch als Kaiserpassage oder Kaisergallerie bezeichnet                | Passage | um 1869                                                | 1946                                                                      | nach dem Zweiten Weltkrieg bei der Beseitigung von Kriegszerstörungen aufgehoben | Die Straße, angelegt vom Aktien-Bauverein Passage, führte von der Behrenstraße schräg nach Nordwesten durch ein Eckgebäude an der Friedrichstraße zur Straße Unter den Linden. Auf Stadtkarten des 19. Jahrhunderts heißt sie auch Kaisergang. Die Straße besaß im Jahr 1901 keine Hausnummern, dafür reihten sich 48 kleine Läden aneinander. Die Attraktion war das 1869 eröffnete Panoptikum mit Wachsfiguren, für das am Straßeneingang geworben wurde (siehe Bild). | Passageneingang an der Ecke Friedrichstraße, 1900                                                                              |
| Petristraße                                                                   | Petrikirche, Stadtpfarrkirche von Cölln | im 13. Jhd.                                            | 2. Apr. 1969                                                              | aufgehoben | Der gleichnamige Platz ist erhalten geblieben, obwohl die Kirche nicht mehr existiert. Nach den Recherchen des Luisenstädtischen Bildungsvereins erhielt die Straße ihren Namen erst am 30. Dezember 1816, während laut Adressbuch die Straße bereits vor 1799 existierte. Die 840 Schritt lange Straße verlief vom Petriplatz ostwärts „zwischen der Gertraudtenstraße und der Friedrichsgracht mit 48 Häusern“. Im Jahr 1901 werden nur noch 38 Hausnummern ausgewiesen, deren Nummerierung in Hufeisenform erfolgte. | Petristraße, 1880 |
| Platz an der Bauakademie                                                      | Königliche Bauakademie | im 18. Jhd.                                            | 1869                                                                      | 1965 entwidmet; 2007 als Schinkelplatz wieder belebt | Die Königliche Bauakademie am Westufer der Spree gelegen, wurde 1799 gegründet. Der freie Platz zwischen dem Gebäude und der Friedrichswerderschen Kirche trug seinen Namen zunächst bis 1836 inoffiziell, weil er Bestandteil der Niederlagstraße war. Im Jahr 1869 wurde er in Schinkelplatz umbenannt, womit an das Wirken des bekannten Baumeisters an dieser Lehranstalt erinnert wurde. Den Namen verlor der Platz im Jahr 1965, als die Kriegsruine der Lehranstalt abgetragen war und das DDR-Außenministerium an dieser Stelle errichtet wurde. | |
| Platz am Opernhause                                                           | Königliche Oper | Mitte 18. Jhd.                                         | 18. Aug. 1910                                                             | Bebelplatz | Anschaulich beschrieben wurde der Platz so: Er „liegt in der Neustadt, zwischen den Linden und dem Zeughausplatz, hat 4 Gebäude als: das Königl. Opernhaus, die Königl. Bibliothek, das Königl. Universitätsgebäude und die Katholische Kirche, ist 125 Schritt lang und gehört zum 9ten Pol. Revier.“ Nach 1910 bis 31. Juli 1947 trug das Areal den Namen Kaiser-Franz-Joseph-Platz. | |
| Platz der Akademie                                                            | Akademie der Wissenschaften der DDR, bedeutendste Forschungsinstitution der DDR | 13. Juli 1950                                          | 1. Dez. 1991                                                              | Gendarmenmarkt | | Gestaltungsmodell zum Platz der Akademie, anno 1988                                                                            |
| Platz vor dem Brandenburger Tor                                               | Brandenburger Tor | im 18. Jhd.                                            | 15. Juni 2000                                                             | Platz des 18. März | Der Platz westlich des Brandenburger Tores hieß seit dem 18. Jhd. amtlich Platz vor dem Brandenburger Tor. 1934 erhielt er den Namen Hindenburgplatz. 1958 erfolgte die Rückbenennung. Im Jahre 2000 erhielt der Platz seinen heutigen Namen Platz des 18. März. | Reichsgründungsfeier 1931 auf dem Platz vor dem Brandenburger Tor, im Hintergrund die Front des Reichstages                    |
| Podewilsgasse                                                                 | Heinrich Graf von Podewils (1696–1760), königlich preußischer Wirklicher Geheimer Staats-, Kriegs- und Kabinettsminister | Beginn 18. Jhd.                                        | Ende 18. Jhd.                                                             | in die Parochialstraße einbezogen | Die Gasse erhielt den Namen des seit 1720 in preußischen Diensten nach Berlin berufenen Juristen bereits zu seinen Lebzeiten. Podewils erwarb im Stadtzentrum für seine Familie das Wohnhaus des Hofrats Rademacher in der Klosterstraße. Er ließ das Gebäude aufwendig umbauen; es wurde später nach ihm benannt. | |
| Prenzlauer Straße                                                             | Prenzlau, Stadt in Brandenburg | 1788                                                   | 3. Sep. 1969                                                              | in die Karl-Liebknecht-Straße einbezogen | Die Straße verband den Alexanderplatz mit dem Prenzlauer Tor. Sie hieß bis 1788 Heinersdorfer Straße. Im Zusammenhang mit dem Neubau des Prenzlauer Tores erhielt sie ihren Namen. Mit der Umgestaltung des Ost-Berliner Stadtzentrums wurde sie zum großen Teil überbaut und der verbliebene Abschnitt in die Karl-Liebknecht-Straße einbezogen. | |
| Prinzengasse                                                                  | Prinz | vor 1799                                               | 1905                                                                      | Für Erweiterungsbauten der Bank für Handel und Industrie aufgegeben. | Die Gasse verband den Schinkelplatz mit der Niederlagstraße, hatte aber keinerlei Verkehrsbedeutung. | |
| Prinz-Albrecht-Straße                                                         | Prinz Albrecht von Preußen (1837–1906), Grundbesitzer, auf dessen Eigentum die Privatstraße angelegt wurde | 28. Juli 1891                                          | 31. Mai 1951                                                              | Niederkirchnerstraße | Die Straße trennt die heutigen Ortsteile Mitte und Kreuzberg auf ihrer ganzen Länge am südlichen Straßenrand. Der Verkehrsweg entstand als Verlängerte Zimmerstraße. Der Name der Straße hat sich im Gedächtnis der Menschen im Zusammenhang mit der Gestapo-Zentrale, dem Reichssicherheitshauptamt und der SS-Hauptverwaltung eingeprägt, wo viele aufrechte Personen in der NS-Zeit zu Tode gequält wurden. | Prinz-Albrecht-Straße (links) mit dem Museum für Völkerkunde im Vordergrund, anno 1900                                         |
| Prinz-Friedrich-Karl-Straße                                                   | Prinz Friedrich Karl von Preußen (1828–1885), Generalfeldmarschall | 30. Apr. 1899                                          | 13. Okt. 1949                                                             | Geschwister-Scholl-Straße | Dieser Verkehrsweg ist Ende des 19. Jahrhunderts neu trassiert worden, wobei die vorherige Stallstraße aufgehoben wurde. Diese Straße verlief zwischen der Georgenstraße (Stadtbahn) und dem Straßenzug Am Kupfergraben – Am Weidendamm. Sie hatte 1901 sieben Hausnummern. An ihr standen das Dorotheenstädtische Realgymnasium und das Friedrich-Werdersche Gymnasium, deren Adressen jedoch auf die Georgenstraße bzw. Dorotheenstraße lauteten. | |
| Raules oder Raulets-Hof                                                       | Benjamin Raule (ursprüngliche Schreibweise war Raulé) (1634–1707), Unternehmer, Generaldirektor der Kurfürstlich-Brandenburgischen Marine                                                                                         | im 17. Jhd.                                            | 11. Okt. 1935                                                             | aufgehoben überbaut mit dem Haus am Werderschen Markt | Im Jahr 1820 hieß es: „Raules Hof liegt im Friedrichswerder zwischen der Alten Leipziger und Adlerstraße, hat 2 Häuser, ist 85 Schritt lang und gehört zum 5. Polizei-Revier.“ Die Straße wurde bis zu ihrer Beseitigung nicht verändert. | |
| Raupachstraße                                                                 | Ernst Raupach (Pseudonym Emil Leutner) (1784–1852), Schriftsteller | 16. Aug. 1865                                          | 1970                                                                      | aufgehoben bei der Neubebauung | Sie verband die Holzmarkt- mit der Wallnertheaterstraße und umfasste 16 Parzellen. Die erst im Jahr 1864 angelegte Straße sollte zunächst nach dem Besitzer des Grundstücks benannt werden, der Magistrat hatte einen anderen Wunsch, sodass der preußische König per Kabinettsorder den Namen festlegen ließ. Er stand im Zusammenhang mit dem nahe befindlichen Wallner-Theater, in dem Stücke des Dichters aufgeführt wurden. | |
| Rätzen Gasse, Retzengasse, auch Reetzengasse oder Reezengasse                 | David Reezen, (17. Jhd.), Stadtkämmerer | im 17. Jhd.                                            | 11. März 1862                                                             | aufgegangen in der Parochialstraße 1-7,35-42A | Reezengasse 1-16 | 1811: Reezengasse 1-16 (Parochialstraße 1-7,35-42A)                                                                            |
| Reinhold-Huhn-Straße                                                          | Reinhold Huhn (1942–1962), DDR-Grenzsoldat, während des Dienstes in der Schützenstraße, Ecke Jerusalemer Straße, von einem Fluchthelfer erschossen                                                                                | 15. Juli 1966                                          | 1. Dez. 1991                                                              | Schützenstraße | Die seit dem Beginn des 18. Jahrhunderts bestehende Schützenstraße wurde aus Anlass des Todes von Reinhold Huhn umbenannt. An dieser Stelle wurde zusammen mit der Straßenumbenennung eine Gedenkstätte eingeweiht. Auf Beschluss des Berliner Senats nach der Wende erhielt die Straße 1991 ihren historischen Namen zurück. | Staatsbesuch aus Kuba an der Reinhold-Huhn-Gedenkstätte anno 1972                                                              |
| Rittergasse                                                                   | |                                                        | 2. Apr. 1969                                                              | aufgehoben | Die Straße verlief zwischen Petristraße und Roßstraße. | Rittergasse Ecke Petristraße 1925                                                                                              |
| Rosenquergasse                                                                | Querstraße der Rosenstraße | im 18. Jhd.                                            | nach 1822                                                                 | aufgehoben | „Sie liegt im Stralauer Viertel zwischen der Rosen- und Krautsgasse (N°. 1 an der Rosengasse), hat 28 Hausnummern, ist 220 Schritt lang und gehört zum 21. Polizeirevier.“ – So beschreibt das Adressbuch im Jahr 1822 diese Gasse. | |
| Roßstraße                                                                     | |                                                        | 2. Apr. 1969                                                              | Fischerinsel | Die Straße verlief zwischen Gertraudenstraße/Mühlendamm und Roßstraßenbrücke. | |
| Sandgasse                                                                     | Sand, machte wohl den überwiegenden Teil des Straßenbelages aus | im 18. Jhd.                                            | nach 1849                                                                 | etwa in der Führung der heutigen Palisadenstraße | Sie verlief südlich der Königstadt zwischen An der Contrescarpe und der Großen Frankfurter Straße parallel zur Baumgasse in West-Ost-Richtung. | |
| Scharfenberg                                                                  | Scharfenberg | um 1835                                                | um 1860                                                                   | aufgehoben | Der Weg führte zur „Alten Scharfrichterei“ oder bezeichnete diesen Hügel östlich der heutigen Chausseestraße in der Nähe eines Exerzierplatzes. Die Fläche diente nach 1860 dem Ausbau der Stettiner Bahn. | |
| Schießgasse                                                                   | im 18. Jhd. Richtung zum Schießplatz der Berliner Schützengilde | im 18. Jhd.                                            | nach 1831                                                                 | Keibelstraße | Die Gasse verlief parallel zur Prenzlauer Straße und Bernauer Straße (später: Neue Königstraße, seit 1992 Otto-Braun-Straße) und kreuzte die Mudrichs Gasse. Im Jahr 1818 waren hier 20 Hausnummern ausgewiesen. | |
| Schlachthausgasse                                                             | Schlachthaus (unklar, welches gemeint ist) | im 18. Jhd.                                            | nach 1867                                                                 | aufgehoben | Die Straße gehörte 1842 zum Polizeirevier 17 und war eine Querstraße der Dorotheenstraße. Im Jahr 1863 ist die Gasse dem 3. Polizeirevier im Stadtbezirk 32 zugeordnet. Weitere Adressbücher zeigen, dass sowohl die Zuordnung der Polizeireviere als auch die Stadtbezirks-Nummern noch häufig verändert wurden. (Eine genaue Lagebeschreibung ließ sich aus den Adressbüchern nicht finden, da die Gasse keine eigene Darstellung bekam.) | |
| Schloßfreiheit                                                                | Vorplatz zum Berliner Stadtschloss | Ende 17. Jhd.                                          | Dez. 1950                                                                 | aufgehoben | Die Straße entlang des Spreekanals verlief zwischen der Schloßbrücke und dem Schloßplatz. Sie wurde nach der Beseitigung des Schlosses entwidmet. Hier standen 1897–1950 das Kaiser-Wilhelm-Nationaldenkmal und bis zu deren Abriss 1894 auch Wohnhäuser und eine „Gold-, Silber- und Eisenguss-Waaren-Fabrik“ der Hof-Juweliere J. Godet und Sohn. | Häuser an der Schloßfreiheit vor dem Stadtschloss                                                                              |
| Schornsteinfegergasse                                                         | Schornsteinfeger, die sich in dieser Straße niedergelassen hatten | Beginn 18. Jhd.                                        | 2. Apr. 1969                                                              | aufgehoben, überbaut | Die Straße führte von der Roßstraße über die Rittergasse bis zur Fischerstraße. Im Jahr 1818 sind 19 Hausnummern im Adressbuch verzeichnet. | |
| Schustergasse                                                                 | Schuster, volkstümlich für einen Schuhhersteller | im 18. Jhd.                                            | 30. Juni 1861                                                             | Kleine Kurstraße | Zahlreiche Schuster hatten sich anfangs in dieser Straße niedergelassen. Auch in den ersten Jahren des 19. Jahrhunderts sind noch mehrere dieser Schuhmacher und Handschuhmacher im Adressbuch vermerkt, darüber hinaus auch ein Nadler, ein Lehrer, ein „Posamentier“ und viele ähnliche Berufe. Die Gasse umfasste 17 Wohnhäuser. | |
| Siever Gasse, Siebergasse oder Siewergasse; später Sieberstraße               | „angeblich nach Michael Sieferdt, welcher im Jahr 1684 als Besitzer eines Grundstücks genannt wird“ nach anderer Quelle: „Sieber, Siever, Siver oder Siefert: Name eines Pagen-Hofmeisters, der hier ein Haus besaß und bewohnte“ | im 17. Jhd.                                            | 1945                                                                      | im Zweiten Weltkrieg zerstört, aufgehoben | Im Adressbuch 1812 ist dieser Verkehrsweg ohne Angabe von Hausnummern enthalten; er gehörte zum 4. Polizei-Revier im „Graue-Kloster-Bezirk“. Die Straße verlief parallel zur Königstraße und wies im Jahr 1818 16 Hausnummern auf. Sie bildete mit der Nagelgasse einen zusammenhängenden Straßenzug und verband die Klosterstraße mit der Jüdenstraße. Im Jahr 1901 umfasste die Sieberstraße 18 Hausnummern. | |
| Spittelbrücke                                                                 | Spital, Spittel. Name vom Gertraudenhospital abgeleitet | um 1750                                                | nach 1818                                                                 | aufgehoben mit dem Abbruch der Brücke über den Festungsgraben | In früheren Jahrhunderten gab es häufig direkt auf Brücken auch Wohnbauten. Deshalb ist die Spittelbrücke, die zum Gertraudenhospital führte, noch um 1818 mit 17 Hausnummern im Adressbuch vorhanden. | |
| Splittgerbergasse                                                             | David Splittgerber (1683–1764), Unternehmer, Bankier | 1822                                                   | 1969                                                                      | aufgehoben, überbaut | Die Gasse verlief von der Wallstraße U-förmig und zählte acht Hausnummern. Sie wurde auf dem Grundbesitz von Splittgerber angelegt. Im Adressbuch des Jahres 1901 wird als Haus Nummer 3 die „Loge zu den drei Weltkugeln“ geführt. Das ist eine im Jahr 1740 gegründete Freimaurerloge. Neben dem zweigeschossigen Gebäude mit einem reich ausgestatteten großzügigen Festsaal (siehe Bild) stand ein Pförtnerhaus, das gemäß einer undatierten Ansichtskarte das „kleinste Wohnhaus“ in Alt-Berlin darstellte. | Festsaal im Logenhaus, Rauleshof                                                                                               |
| Spreegasse                                                                    | Uferweg entlang der Spree | im 17. Jhd.                                            | 12. Feb. 1862                                                             | Sperlingsgasse | Im Jahr 1820 war die Gasse, in Alt-Kölln zwischen der Jungfernbrücke und der Brüderstraße gelegen, 115 Schritt lang und 18 Häuser standen hier. Das zuständige 4. Polizeirevier unterstand unter anderem einem Polizeikommissar Splittgerber. | |
| Stadtmauer vor dem (oder am) Potsdamer Thor                                   | Potsdamer Tor | 1825                                                   | nach 1831                                                                 | | Die Adresse ist im „Allgemeinen Wohnungsanzeiger… auf das Jahr 1831“ noch enthalten. | |
| Hinter der Stralauer Mauer                                                    | Stralau; Richtung | im 18. Jhd.                                            | nach 1831                                                                 | vermutlich im 19. Jahrhundert umbenannt in An der Stralauer Brücke (verband die Stralauer Brücke mit der Waisenbrücke bzw. mit der Neuen Friedrichstraße und umfasste im Jahr 1901 sieben Hausnummern), dann einbezogen in die Stralauer Straße | Im Jahr 1812 waren hier 25 Häuser vorhanden, die Straße gehörte zum „Waisenhaus-Bezirk“ im III. Polizeirevier. Im „Allgemeinen Wohnungsanzeiger für Berlin …auf das Jahr 1831“ findet sich diese Adresse noch immer. | |
| Thälmannplatz                                                                 | Ernst Thälmann (1886–1944), Politiker (KPD) | 6. Jan. 1950                                           | 1986                                                                      | einbezogen in die Otto-Grotewohl-Straße | Bei der Erstanlage erhielt der Platz den Namen Wilhelmplatz. Mit der kompletten neuen Bebauung in diesem Teil der Innenstadt wurde der Platz entwidmet. | Thälmannplatz anno 1954: Pressezentrum                                                                                         |
| Thierarznei-Schulplatz                                                        | Königliche Tierarzneischule | im 18. Jhd.                                            | nach 1842                                                                 | aufgehoben | Das Adressbuch des Jahres 1818 führt diesen Platz mit der Hausnummer 5 mit zwei Bewohnern, einem Apotheker und einem Rendanten (Kassenwart für die katholische Kirche) auf. Auch im „Allgemeinen Wohnungsanzeiger für Berlin und dessen nächste Umgebungen, mit Einschluß von Charlottenburg, auf das Jahr 1831“ sind einige Bewohner dieses Platzes wie ein „Stallmeister“ (W. Taube; Hausnummer 4) angegeben. Der Platz lag an der Louisenstraße 41, die auch die Adresse der Lehranstalt war. | |
| Überfahrt(s)gasse                                                             | Überfahrt, Übersetzen über die Spree | im 18. Jhd.                                            | um 1940                                                                   | aufgehoben | Bezeichnete seit Mitte des 18. Jh. eine Gasse zwischen Monbijouplatz und einer Fähre über die Spree; sie war als Straße noch 1938 vorhanden. | |
| Vierte Reihe im Neuen Voigtland                                               | Lage im Neuen Voigtland, ab 1751 angelegte Kolonie nördlich vor den Toren Alt-Berlins | 1751                                                   | 18. Feb. 1801                                                             | Bergstraße | Das neue Wohngebiet entstand auf Weisung des preußischen Königs Friedrich II. unter dem Befehl des Generals von Hacke. Hier angesiedelt wurden 60 qualifizierte Handwerkerfamilien aus dem Voigtland. | |
| Waldemarstraße, Kleine Waldemarstraße                                         | Prinz Waldemar von Preußen (1817–1849), Generalmajor | 1834                                                   | 6. Okt. 1862                                                              | Joachimstraße | Ab um 1700 war der Verkehrsweg die Heidereutergasse. Nach der Namensvergabe Waldemarstraße erhielt sie 1849 den Zusatz „Kleine“, weil in der Luisenstadt eine weitere Waldemarstraße angelegt und benannt worden war. Schließlich bekam sie im 19. Jhd. den heutigen Namen. | |
| Wallnertheaterstraße                                                          | Wallner-Theater, vom Geheimen Commissionsrat Franz Wallner begründetes Theater, das in dieser Straße stand | 22. Feb. 1865                                          | 5. Okt. 1953 (1970)                                                       | aufgehoben | Sie verlief zwischen Blumenstraße und Markusstraße. Im Jahr 1953 wurde der Straßenname auf „Wallnerstraße“ verkürzt (das Theatergebäude war längst nicht mehr vorhanden), und der Name verschwand bei der Neubebauung des Stadtzentrums im Jahr 1970 vollständig. Vor dem früheren Haus Nummer 19 (Nähe Holzmarktstraße 70) wurde 2006 ein Stolperstein zur Erinnerung an das Schicksal von Walter Boldes verlegt, der hier gewohnt hatte. | Gleisschleife Wallnerstraße, die Straße verlief am rechten Bildrand, 1963                                                      |
| Waßmannstraße                                                                 | „angeblich nach dem Zimmermeister David Waßmann, durch dessen Grundstück die Straße (durch)gelegt wurde“ | im 18. Jhd.                                            | 1963                                                                      | aufgehoben | Bereits vor der amtlichen Benennung dieser Straße am 19. September 1831 hieß der Weg Waßmanns-Gasse, wie er sich beispielsweise im Adressbuch des Jahres 1818 mit 34 Hausnummern findet. Sie verband die Landsberger Straße mit der Großen Frankfurter Straße (seit 1961 Karl-Marx-Allee) und umfasste 37 Hausnummern (1901), davon gehörten nur die Nummern 1–20 zum 1920 entstandenen Stadtbezirk Mitte, der Rest zu Friedrichshain. In den 1940er Jahren hatten sich einige kleinere Fabriken oder Werkstätten hier niedergelassen wie eine Elektromotoren-Reparaturwerkstatt, ein Drehrollen-Hersteller, die „Berolina“-Mützenfabrik oder das Spritzgusswerk und Zählerfabrik B. Thormann. | Vorbereitung für eine Weihnachtsfeier im Betrieb „VEB Zellglas“ in der Waßmannstraße, anno 1953                                |
| Weberstraße                                                                   | Weber, Seidenwirker, Strumpfwirker, Tuchmacher und andere mit der Weberei beschäftigte Handwerker hatten hier ihre Wohn- und Arbeitsstätten                                                                                       | 7. Jan. 1821                                           | 8. Aug. 1963                                                              | aufgehoben | Der Straßenverlauf wurde in den Jahrhunderten mehrfach deutlich geändert. Zuletzt verschwand diese Straße bei der Neubebauung des Berliner Stadtzentrums. Im Jahr 1901 verband sie die Große Frankfurter Straße mit der Landsberger Straße geradlinig und umfasste 66 Hausnummern in Hufeisenzählung. | |
| Werdersche Mühlen                                                             | früherer Stadtteil Werder, in dem Wassermühlen standen | im 18. Jhd.                                            | nach 1831                                                                 | Nach Abbruch der Mühlen gegen Ende des 19. Jahrhunderts wurde der Verkehrsweg umbenannt in Werderstraße. Im Jahr 1990 kam die Fläche der Werderschen Mühlen zum Werderschen Markt hinzu.                                                        | Das Adressbuch für das Jahr 1831 führt drei Bewohner der Straße Werdersche Mühlen auf: die Handelskaufleute Gebrüder Arnous und den Bankier H. S. Aschrott (möglicherweise verwandt mit Sigmund Aschrott). Ein späterer Verlauf gibt die Straße zwischen Schleusenbrücke und Oberwallstraße an, wobei sie um den Werderschen Markt herumgeführt wurde. Sie wies im Jahr 1901 12 Hausnummern auf. | |
| Wilhelm-Külz-Straße                                                           | Wilhelm Külz (1875–1948), Politiker (LDPD) | 3. März 1968                                           | 1. Dez. 1991                                                              | Markgrafenstraße | Den Namen trug nur der in Ost-Berlin liegende Abschnitt der Markgrafenstraße, zwischen Behren- und Zimmerstraße gelegen. Der Berliner Senat verfügte die Rückbenennung. | |
| Wilhelm-Pieck-Straße                                                          | Wilhelm Pieck (1876–1960), Präsident der DDR | 1951                                                   | 25. Juli 1994                                                             | Torstraße | Vorläufer dieses West-Ost-Verkehrszuges zwischen Oranienburger Tor und Prenzlauer Allee waren die Elsässer Straße und die Lothringer Straße. Das Bild zeigt den Kreuzungsbereich mit der Tucholskystraße, in dem der O-Bus zwischen 1951 und 1973 verkehrte. | Wilhelm-Pieck-Strecke Ecke Tucholskystraße anno 1960                                                                           |
| Wüstegasse                                                                    | Communicationsweg, unbebaut, daher im damaligen Sprachgebrauch „wüst“ | im 17. Jhd.                                            | 11. Dez. 1862                                                             | Rückerstraße | Das war eine Verbindung zwischen der Mulacksgasse und der Linienstraße in der Spandauer Vorstadt. | |
| Zweite Reihe im Neuen Voigtland                                               | Lage im „Neuen Voigtland“: ab 1751 angelegte Kolonie nördlich vor den Toren Alt-Berlins | 1751                                                   | 18. Feb. 1801                                                             | Die vorherigen Zweite Reihe und Dritte Reihe im Neuen Voigtland wurden zusammengefasst zur Ackerstraße. | Das neue Wohngebiet entstand auf Weisung des preußischen Königs Friedrich II. unter dem Befehl des Generals von Hacke. Hier angesiedelt wurden 60 qualifizierte Handwerkerfamilien aus dem Voigtland. | |

## Nicht aufgenommene Namen von Straßen und Plätzen
1. Die Schreibweisen waren nicht vereinheitlicht, sodass sowohl getrennt geschriebene als auch zusammengeschriebene Straßennamen und solche mit und ohne Bindungs-n oder -s benutzt wurden, ebenso gehen „C“ und „K“ häufig durcheinander. Wenn sich bisher nur die genannten Schreibweisen geändert haben oder Zusätze wie „Alte“, „Neue“, „Kleine“ „Große“ sowie „Verlängerte“ vorkamen beziehungsweise die Wege von einer „Gasse“ oder „Chaussee“ zu einer Straße umgewidmet wurden, sind diese Straßen hier nicht gesondert aufgenommen worden. Sie befinden sich in der aktuellen Liste. Die inzwischen angewandten Bildungsprinzipien, denen zufolge Straßen nach Personen in einem Wort, Straßen nach Orten aber getrennt mit der Endung „-er“ zu schreiben sind, waren ebenfalls noch nicht verbreitet, darauf wird hier auch nicht gesondert eingegangen.
2. Die ersten Erschließungswege entlang der Berliner Stadtmauern bis 1750 hießen prinzipiell Communication. Zur genaueren Lagebezeichnung wurde das jeweilige Stadttor hinzugefügt, also beispielsweise „Communication hinter dem Frankfurter Tor“ oder „Am Neuen Tor“, „Vor dem Oranienburger Tor“. Diese etwa sechs verschiedenen Straßenzüge hießen einige Jahrzehnte später „Etablissements“ vor/an dem jeweiligen Tor. Sie sind hier nicht als Vorläufer heutiger Straßen genannt, sondern finden sich in der aktuellen Liste bei den jeweiligen Verkehrswegen.
3. Da sich die Grenzen zwischen den seit 2001 festgelegten Ortsteilen und auch den seit 1920 gültigen Stadtbezirken mehrfach verschoben haben und die Lage mancher Straßen im Laufe der Jahrhunderte geändert worden ist, ist eine ganz exakte Zuordnung früherer Straßennamen zum Ortsteil Berlin-Mitte oder einer konkreten Straße nicht immer möglich. Fehler sind deshalb nicht gänzlich auszuschließen, und Vollständigkeit kann ebenso nicht garantiert werden. Straßen, die überwiegend in den angrenzenden Ortsteilen Friedrichshain, Kreuzberg, Tiergarten oder Moabit/Wedding liegen, sind schließlich hier nicht (noch einmal) aufgenommen worden. Dies war schon eine erhebliche Differenzierung gegenüber den ursprünglichen vier Stadtteilen.